# Ketuba

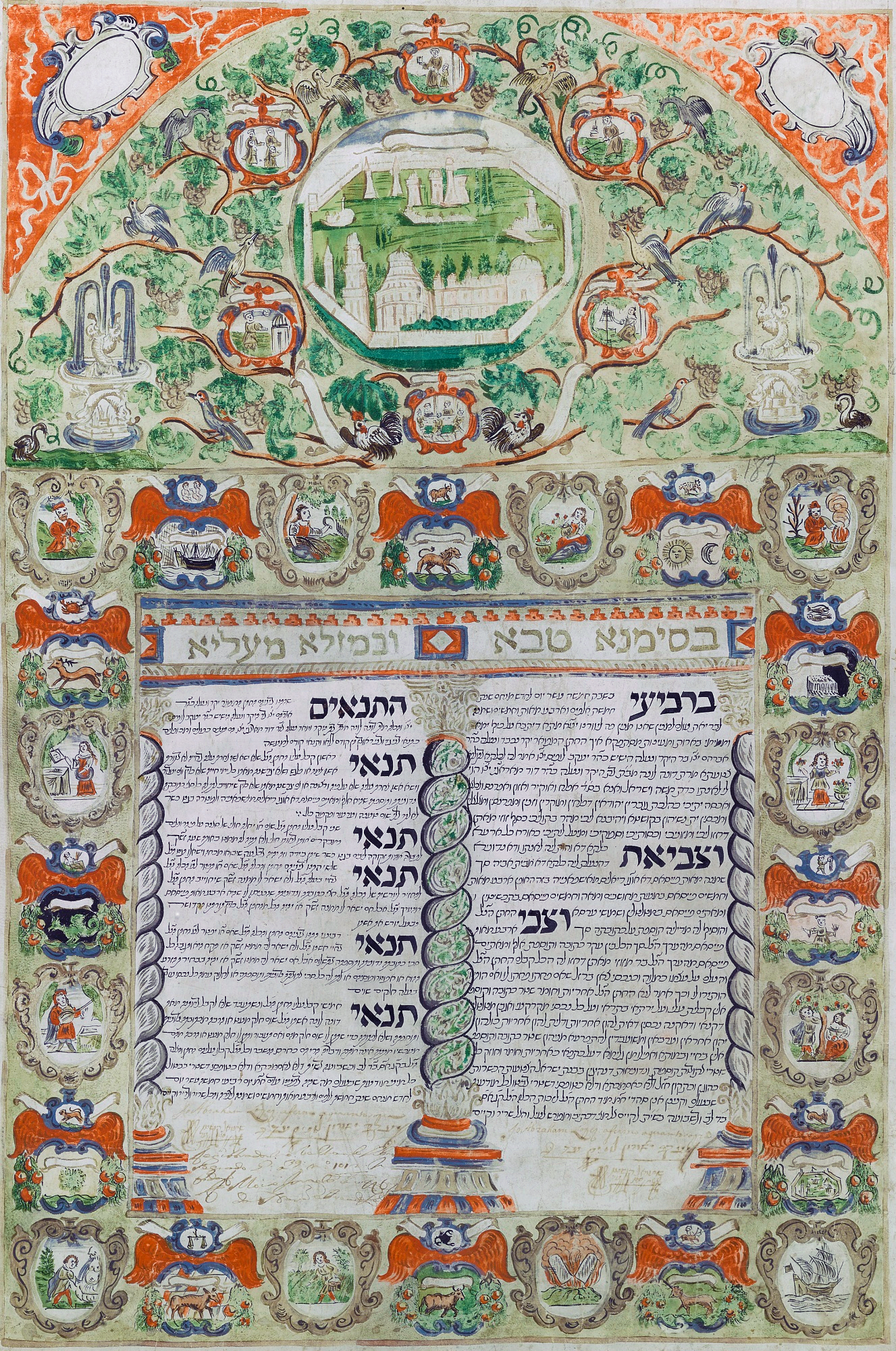
Una ketuba iluminada

Una ketuba ( /kEtu:"vA:/, en hebreo: כְּתוּבָּה‎ ) es un contrato de matrimonio judío. Se considera una parte integral de un matrimonio judío tradicional y describe los derechos y responsabilidades del marido en relación con su  mujer. En la práctica moderna, la ketuba no tiene un valor monetario acordado y los tribunales civiles rara vez la hacen cumplir, excepto en Eretz Israel.

## Historia
Según el Talmud de Babilonia, la ketuba fue promulgada por Simeon ben Shetach para que no fuera fácil para un hombre divorciarse de su esposa. La ley prevé que la esposa reciba de su marido una suma fija de dinero, generalmente procedente de sus bienes, en caso de que se divorcie de ella o fallezca antes que ella. El rabino del siglo XIII, Aarón ha-Leví, agrega una razón diferente, escribiendo: "De la lógica detrás de este único mandamiento, [encontramos] que la Torá nos ha ordenado realizar un acto antes de tomar una esposa, un asunto que tiene la intención de mostrar que son una pareja unida en matrimonio antes de que él se acueste con ella carnalmente, y que no se acerque a ella como se haría a una ramera, donde no hay otro acto que preceda a lo que sucede entre ellos..."
De todos modos, los rabinos en la antigüedad insistieron en que la pareja matrimonial entrara en la ketuba como protección para la esposa. Actuó como un reemplazo del mohar bíblico, el precio pagado por el novio a la novia, o a sus padres, por el matrimonio (es decir, el precio de la novia ). La ketuba servía como un contrato por el cual la cantidad adeudada a la esposa (el precio de la novia) se pagaba en caso de cese del matrimonio, ya sea por la muerte del esposo o por divorcio. El mohar bíblico creó un problema social importante: muchos futuros esposos jóvenes no podían pagar el mohar en el momento en que normalmente se esperaba que se casaran. Entonces, para permitir que los jóvenes se casaran, los rabinos, de hecho, retrasaron la fecha en que la cantidad debía pagarse. El mecanismo adoptado fue prever que el mohar fuera parte de la ketuba. Tanto el monto del mohar como el de la ketuba tenían el mismo propósito: la protección de la esposa en caso de que cesara el apoyo por parte de su esposo (ya sea por muerte o divorcio). La única diferencia entre los dos sistemas era el momento del pago. Un equivalente secular moderno sería el derecho a pensión alimenticia en caso de divorcio.
El monto de la ketuba sirvió como un desincentivo para el esposo que consideraba divorciarse de su esposa: necesitaría tener el monto para poder pagarle. A menos que el esposo prometiera otra cosa, la obligación mínima hacia la novia virgen era de 200 denarios de plata (מאתים זוז), conocido como el principal o el precio de la dote, y 100 denarios de plata (מאה זוז)  para un hombre que se casara con una viuda o una mujer divorciada. Esto se pagaba en su totalidad con la propiedad del marido en caso de que se divorciara de ella durante su vida, o de que falleciera antes que ella. Esta misma suma, según el exégeta de la Mishná Abdías Bartenura, que cita a Maimónides, es siempre1⁄8 del peso del 'Shekel del Santuario' (acuñación tiria), que por cada 200 shekels en la acuñación tiria, solo se requerían 25 para ser empeñados en la ketuba de una virgen, suma equivalente a 200 denarios de plata provinciales. Basado en el peso de 25 siclos en la acuñación de Tiro, la cantidad mínima garantizada en la ketuba de una virgen ascendía a 504 gramos de plata fina.
El dinero prometido en la ketuba a una mujer puede ser aportardo en monedas locales, pero debe tener el valor de mercado transaccional del peso mencionado en plata. La mayoría de los ketubot también contienen una responsabilidad adicional, conocida como la "junta adicional" (Heb.תוספת  incremento), por lo que el novio promete dinero adicional a su novia. En la tradición Asquenazi, la costumbre es consolidar estas diferentes obligaciones financieras, o promesas, en una sola suma total. En otras comunidades judías, la costumbre era anotar todas las obligaciones financieras como componentes individuales.

### Descubrimientos arqueológicos
La ketuba de Babatha, una mujer del siglo II que vivía cerca del Mar Muerto, fue descubierta en 1960 en la Cueva de las Letras.
Más de doscientos ketubot fueron descubiertos, entre otros manuscritos, en la Geniza del Cairo. Datan entre los siglos VI y XIX y, aunque muchas son de texto sin formato, algunos  utilizan recursos decorativos como la micrografía y la iluminación para elaborarlas.

## Composición

### Contenido

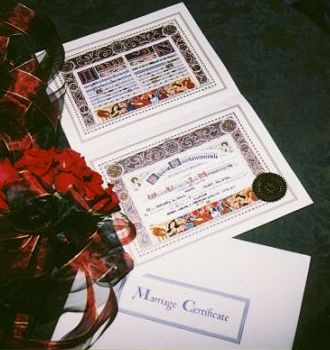
Una ketuba moderna.

El contenido de la ketuba es, en esencia, un contrato de dos vías que formaliza los diversos requisitos de la Halajá (ley judía) del marido con respecto a su esposa. El esposo asume en la ketuba la obligación de proveer a su esposa de tres cosas principales: vestido, comida y relaciones conyugales, y también de pagarle una cantidad de dinero preestablecida en el caso de divorcio. La dotación principal comprometida en una ketuba es de 200 zuz para una virgen, y 100 zuz en caso contrario (como para una viuda, una conversa o una mujer divorciada, etc.) ). Hoy en día, dichas promesas se realizan en moneda local y, a menudo, superan la del principal. Así, el contenido de la ketuba esencialmente dicta los derechos de la esposa en el matrimonio y proporciona seguridad y protección para ella. (Los judíos conservadores a menudo incluyen un párrafo adicional, llamado cláusula Lieberman, que estipula que el divorcio será adjudicado por un tribunal rabínico moderno (a beth din) para evitar la creación de una aguná. Las condiciones escritas en el contrato de matrimonio pueden variar entre comunidades, como en el caso de la <i id="mwfg">ketuba</i> yemenita, donde la costumbre en Yemen no era consolidar las diferentes obligaciones financieras, o promesas, en una sola suma agregada como es practicado por algunos comunidades Más bien, todas las obligaciones financieras se escribieron como componentes individuales y tenían las mismas sumas fijas para todas las personas. El Gran Rabinato de Israel ha buscado uniformar la ketuba, particularmente donde las comunidades judías de la diáspora han defendido tradiciones contradictorias.
Como en la mayoría de los contratos realizados entre dos partes, existen obligaciones mutuas, condiciones y términos de reciprocidad para que dicho contrato se mantenga como bueno. Así dijo R. Yannai : "Las condiciones escritas en una ketuba, [cuando se violan], equivalen a su pérdida] la ketuba ". Una mujer que negaba el coito a su esposo, una condición de la ketuba, se consideraba motivo legal para la pérdida de su contrato de matrimonio, con la cancelación del capital y la unión adicional.

#### Variación de Bat-Kohen
La Mishna y el Talmud Bavli registran que el "Beth-Din de Kohanim" supervisaría que la ketuba de un Bat-Kohen contraería la cantidad de cuatrocientos zuz (un aumento de la cantidad estándar de doscientos zuz) en caso de que el Bat -Kohen recibiera un Get (ley de divorcio): el aumento se escribió como el monto base adeudado al Bat-Kohen y no como una bonificación.
El Talmud Yerushalmi opina que el Bat-Kohen que se casa con un no Kohen recibe esa cantidad estándar de doscientos zuz, como penalización por no casarse dentro de la gran familia de Kohanim.
Basado en la investigación de A. Epstien, en su obra "Toldot Haketuba B'Yisrael", la estipulación de cuatrocientos zuz en la ketuba del Bat-Kohen estuvo vigente durante el período de Amora, pero a partir de ahí, no se menciona más el importe incrementado en fuentes rabínicas.

### Diseño y lenguaje

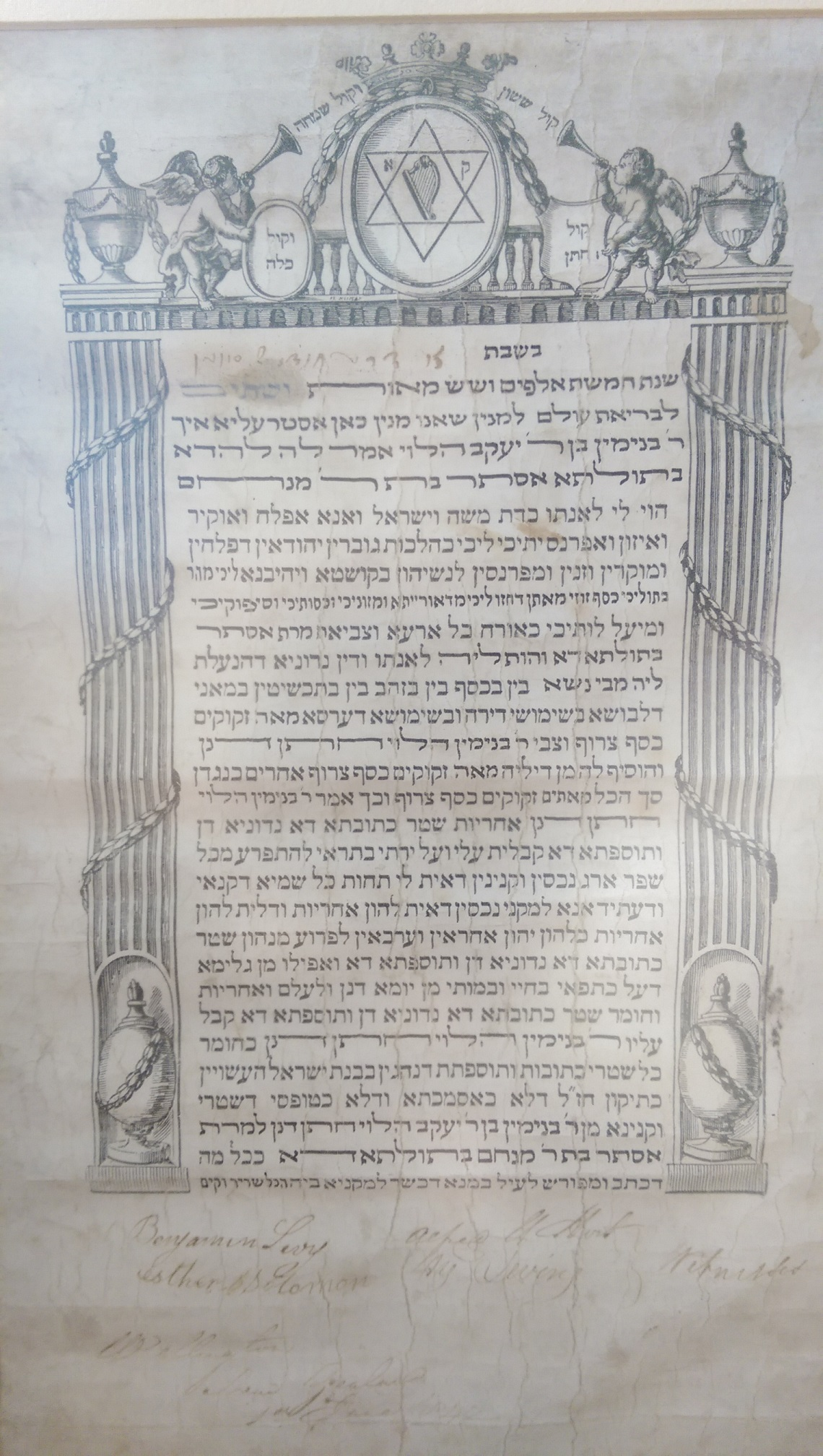
Certificado de matrimonio de Esther Solomon y Benjamin Levy, Wellington, Nueva Zelanda, 1 de junio de 1842, presenciado por Alfred Hort y Nathaniel William Levin.

La ketuba es una forma popular significativa del arte ceremonial judío. Ketubot han sido fabricados en una amplia gama de diseños, generalmente siguiendo los gustos y estilos de la época y la región en la que se fabrican. Hoy en día, los estilos y las decoraciones de las ketubas son elegidos por la pareja como representación de sus estilos personales. Esto contrasta con otros textos legales o sagrados judíos (como el Talmud, la Mishná, etc.), que no se pueden decorar.
Los ketubot tradicionales no están escritos en el idioma hebreo, sino en arameo, la lingua franca de los judíos en el momento en que se estandarizó el ketubot. Esto se hizo para asegurarse de que los novios entendieran el contrato que se estaba firmando. Muchos ketubot contemporáneos tienen traducciones al inglés u otros idiomas vernáculos o un texto vernáculo que los acompaña. Muchos judíos conservadores y otros judíos no ortodoxos usan ketubot escritos en hebreo en lugar de arameo. Otros pueden usar ketubot arameos pero también tienen una versión oficial adicional en hebreo.
En los últimos años, los ketubot están disponibles en una variedad de formatos, así como en el texto arameo tradicional utilizado por la comunidad ortodoxa. Los textos disponibles incluyen el texto conservador, usando la Cláusula Lieberman, reforma, textos igualitarios e interreligiosos. Algunas congregaciones también tienen textos disponibles para parejas del mismo sexo. Además, los textos de Humanista Secular y Aniversario también están disponibles hoy.

## Uso

### Papel en la ceremonia de la boda

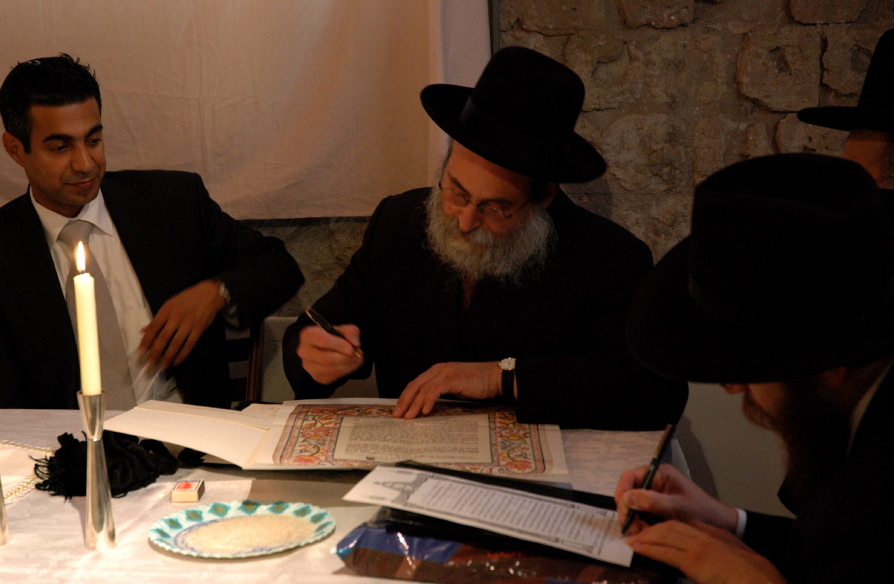
Rabino escribiendo los detalles finales de una ketuba

En una ceremonia de boda judía tradicional, la ketuba es firmada por dos testigos y tradicionalmente se lee en voz alta bajo la jupá entre el erusin y el nissuin. Se invita a amigos o parientes lejanos a presenciar la ketuba, lo que se considera un honor, los familiares cercanos tienen prohibido ser testigos. Los testigos deben ser testigos halájicamente válidos, por lo que no pueden ser parientes consanguíneos de la pareja. En el judaísmo ortodoxo, las mujeres tampoco son consideras testigos válidos. La ketuba se entrega a la novia (o, más comúnmente, a la madre de la novia) para su custodia.

### Desarrollo
Los Ketubot a menudo son colgados de manera prominente en el hogar por la pareja casada como un recordatorio diario de sus votos y responsabilidades mutuas.
Sin embargo, en algunas comunidades, la ketuba se muestra de forma muy privada en la casa o no se muestra en absoluto. Varias razones dadas para esto incluyen el hecho de que los detalles especifican aspectos personales, cuya exhibición podría provocar celos o el mal de ojo. Históricamente, la ketuba especificaba si la novia era virgen. En las comunidades sefardíes, todavía especifica las contribuciones reales de la familia al nuevo hogar y el acuerdo de divorcio, Las comunidades Ashkenazi han adoptado la costumbre de tener montos fijos para todas las bodas.

### Conditio sine qua non
De acuerdo con la ley judía, los cónyuges tienen prohibido vivir juntos si la ketuba ha sido destruida, se ha perdido o no se puede recuperar. En tal caso se crea una segunda ketuba (llamada ketuba De'irkesa), la cual establece en su frase inicial que viene a sustituir una ketuba anterior que se ha perdido.

## Ketubot iluminados

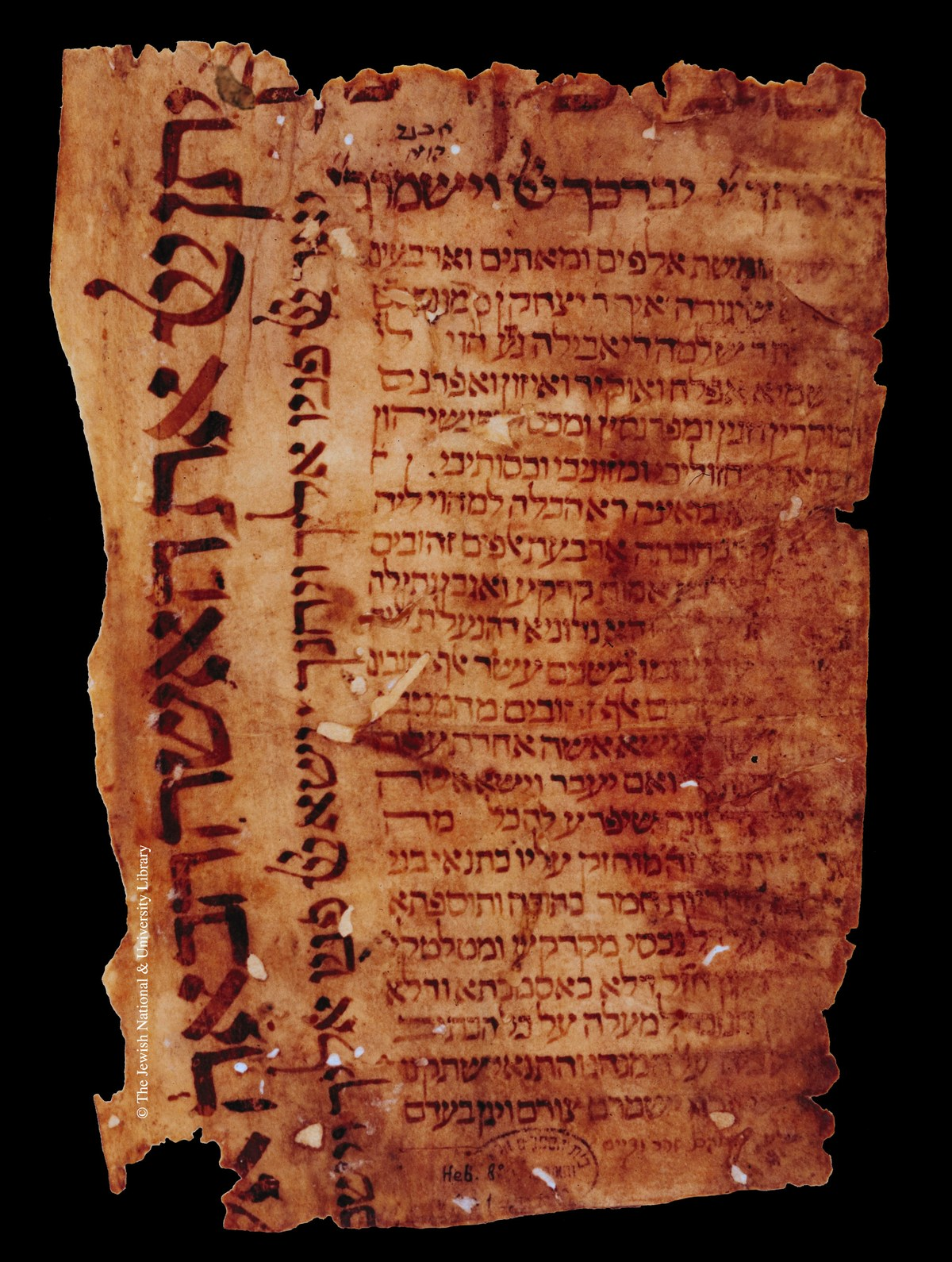
Ketuba de Segura, en España, 1480
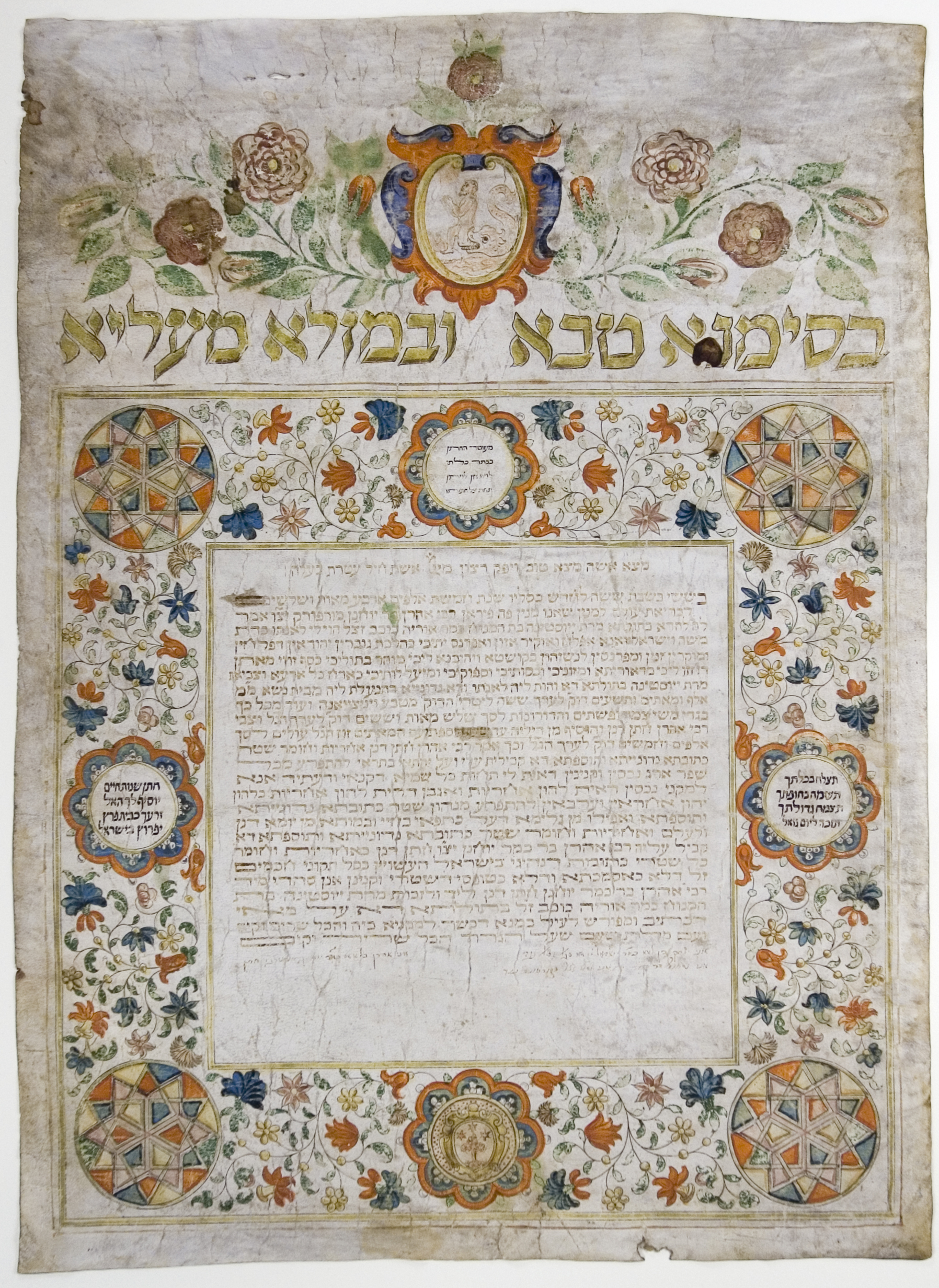
Ketuba de Piran (Eslovenia), 1669.
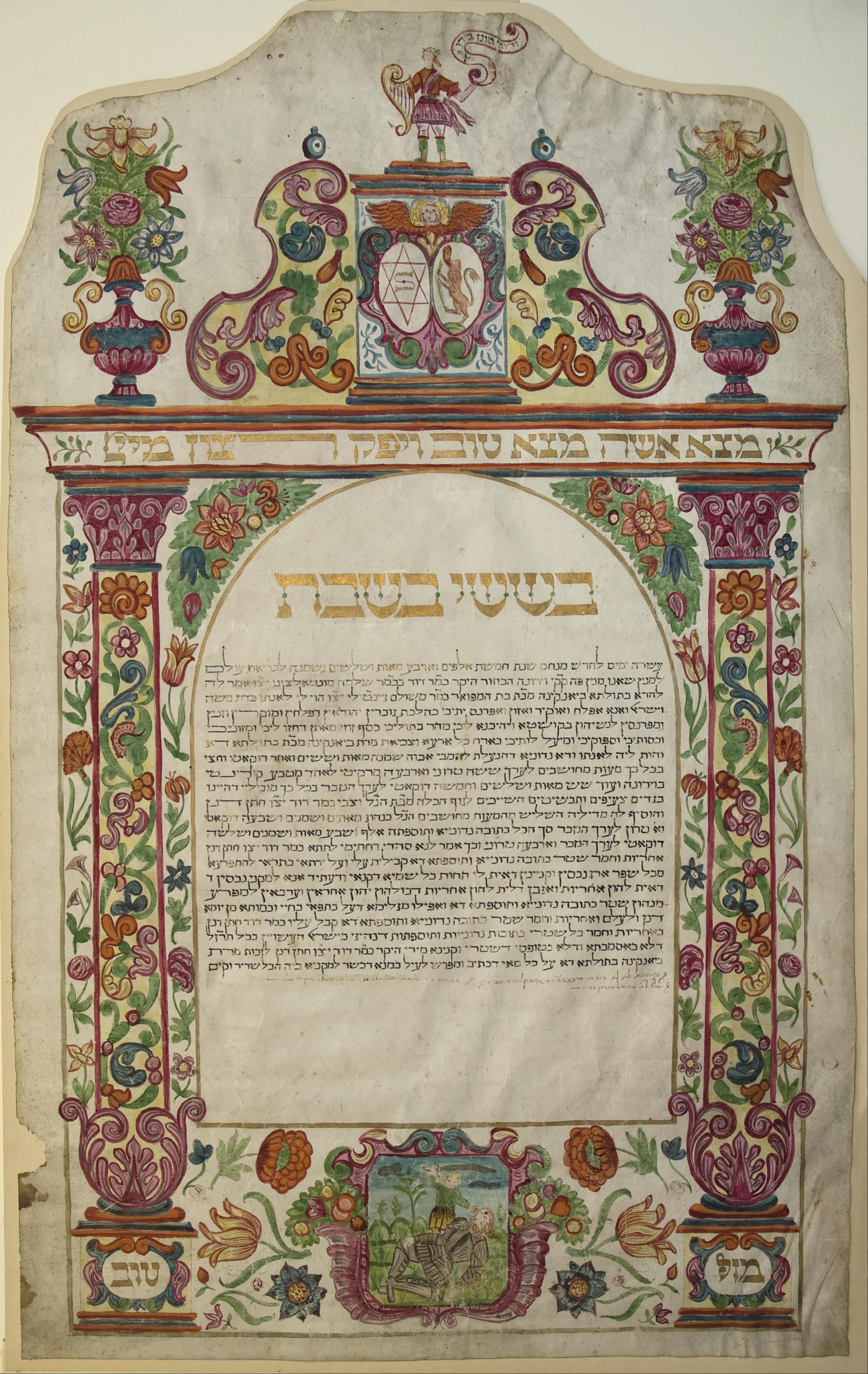
Ketuba de Verona (Italia), 1678.
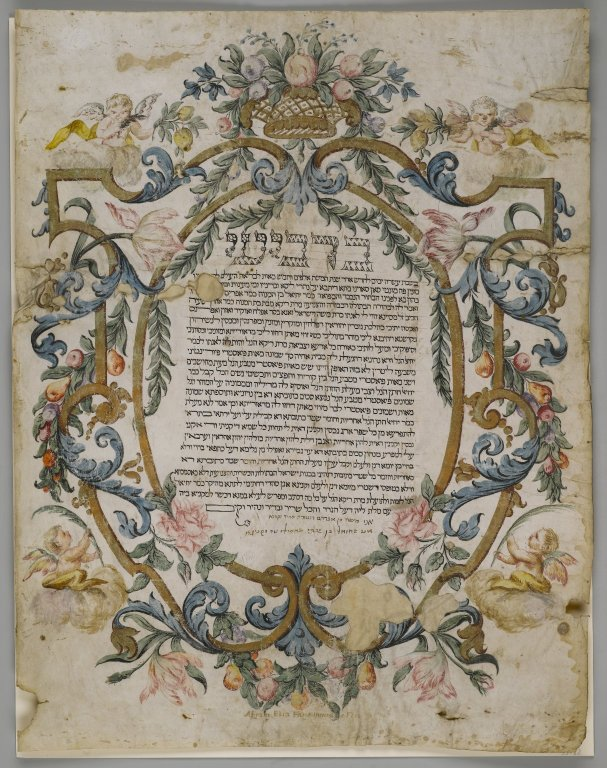
Ketuba italiana firmada" Abram Elia Fano inventio y fece », v. 1740.
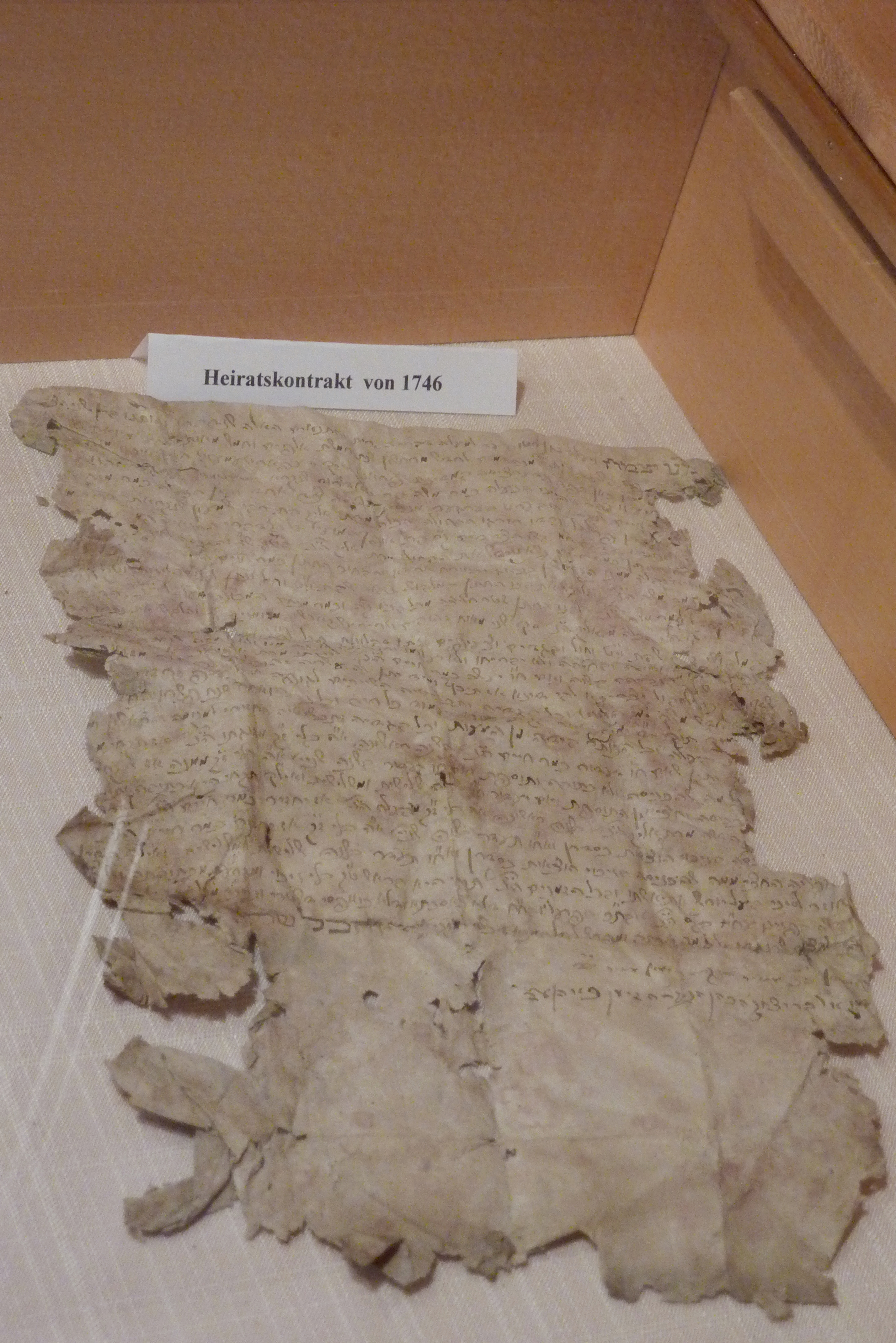
Ketuba de Niederzissen (Alemania), 1746.
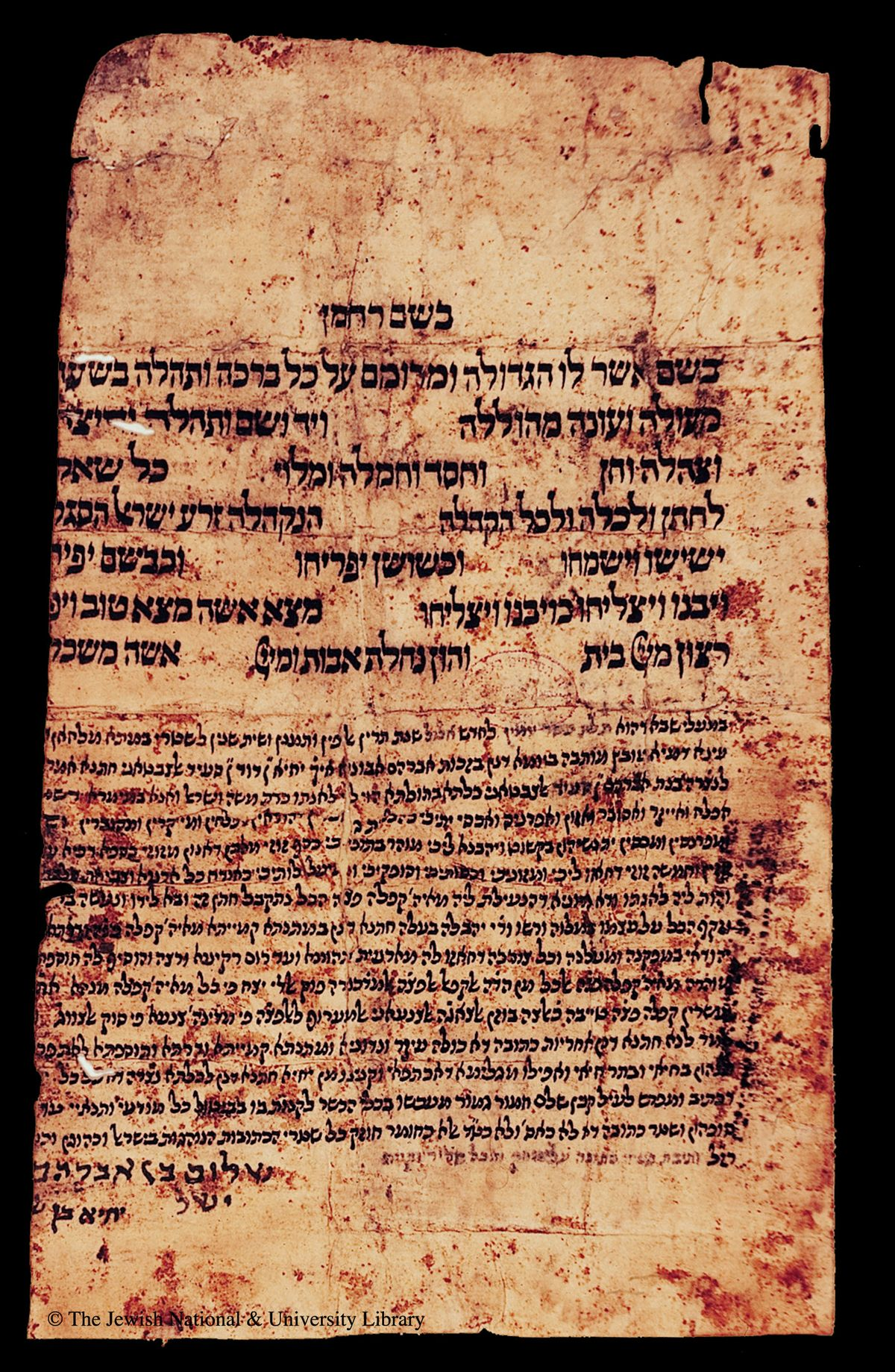
Ketuba de Yemen, 1775.
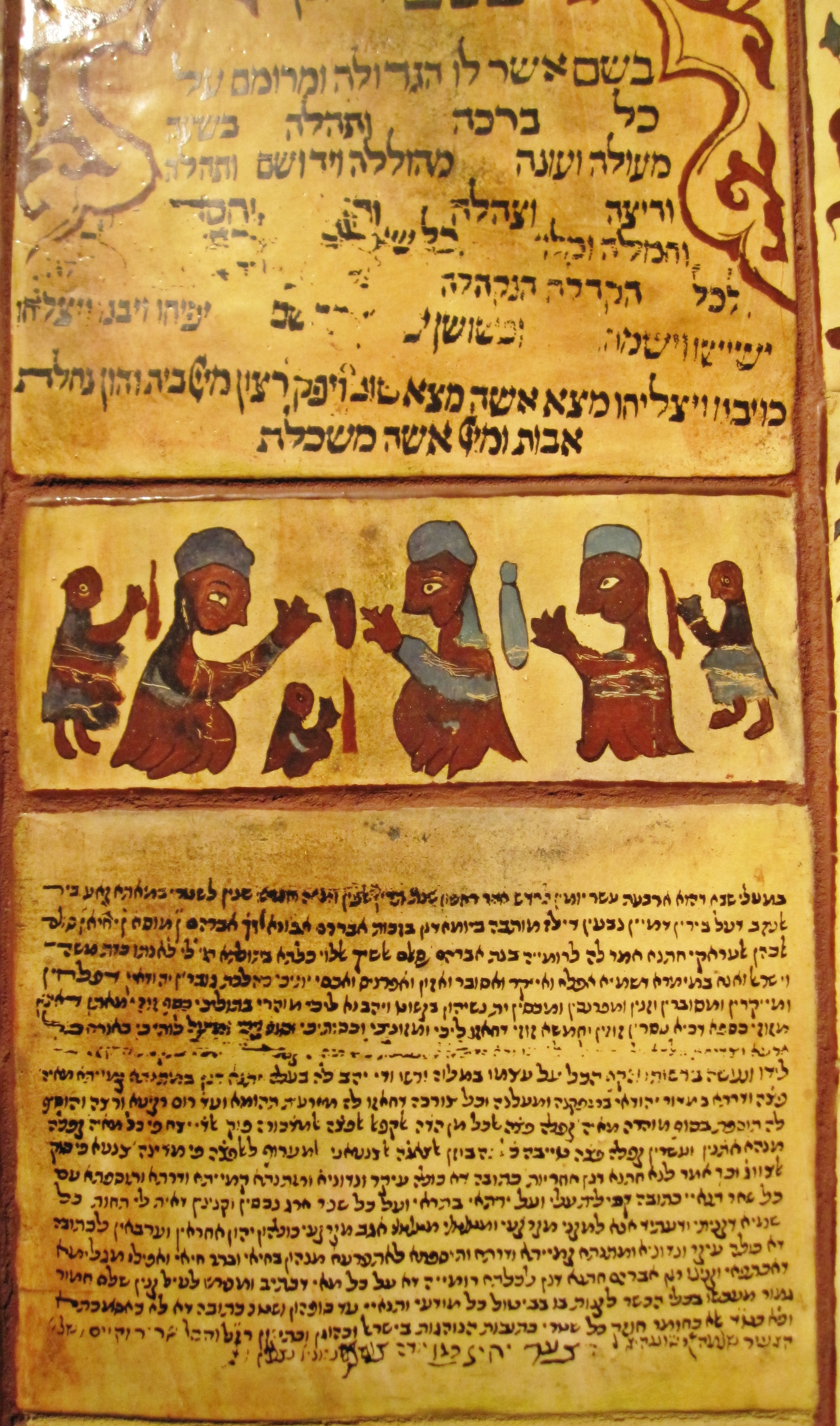
Ketuba iluminada, Yemen, 1795.
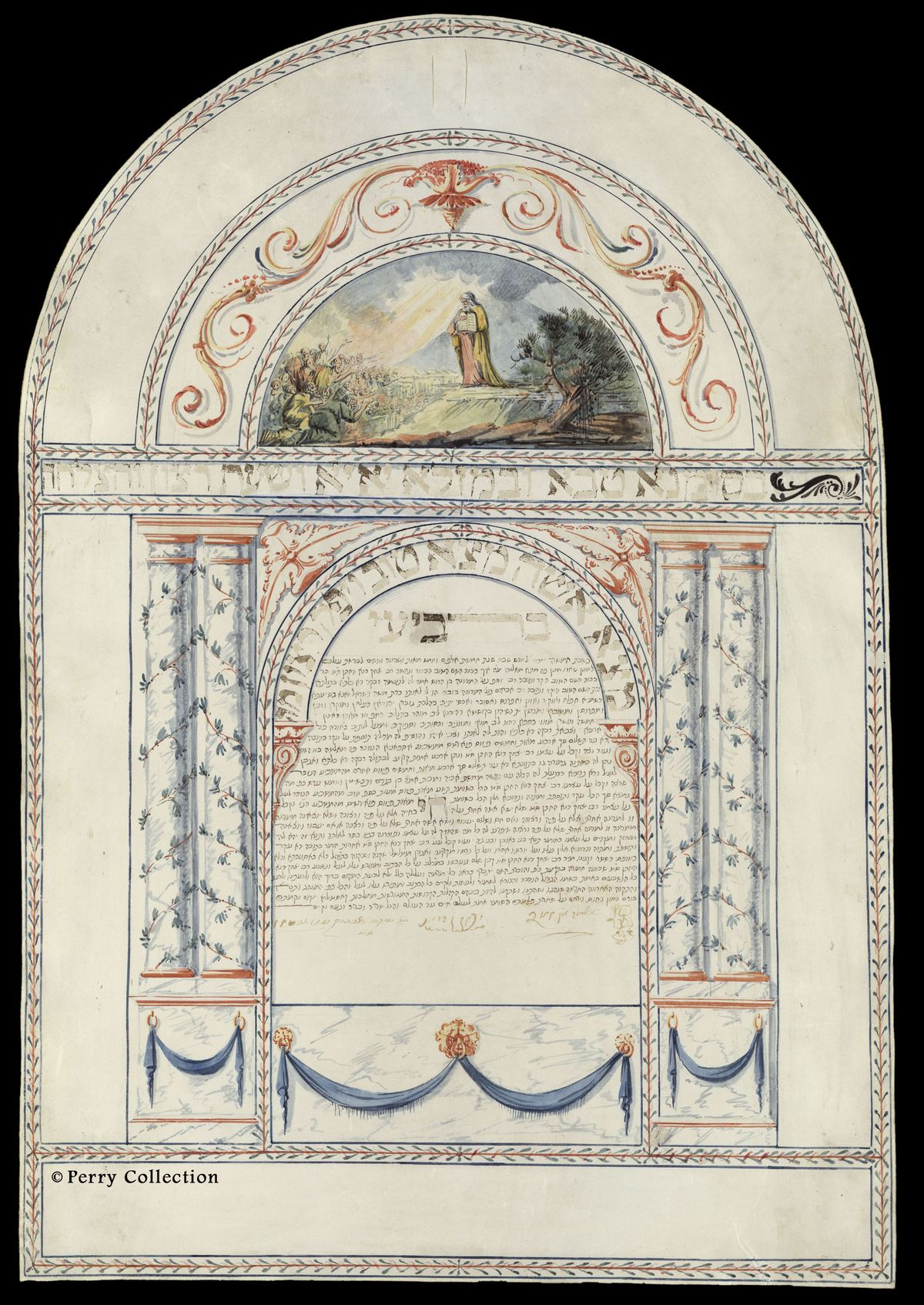
Ketuba de Malta, 1807.
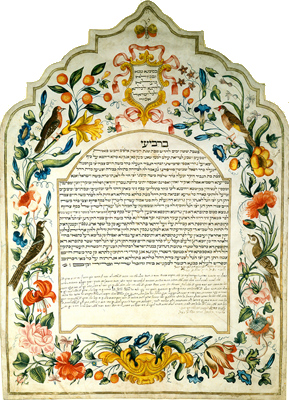
Ketuba celebrando la boda de Moses Hayyim Zemah, hijo de Raphael Samson Marpurgo y Rachel, hija de Solomon Moses Sonino, Ancona (Italia), 1816.
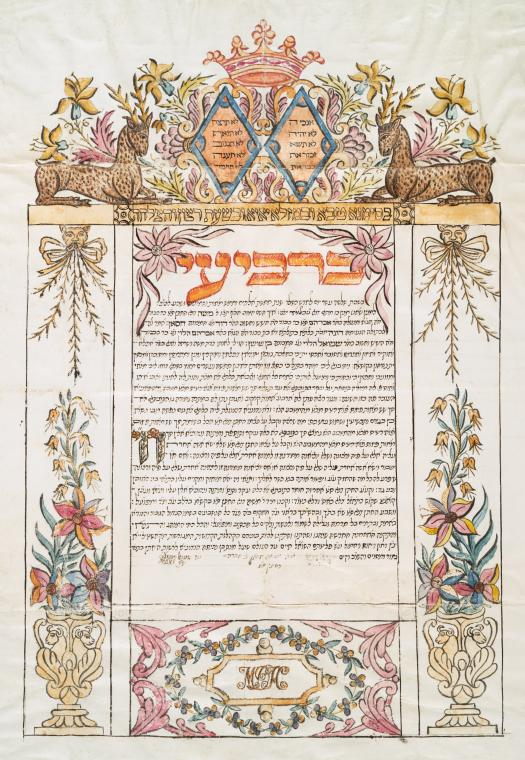
Ketuba celebrando la boda de Mosheh ben Avraham ben David Hasan (Mosheh ben Avraham Hassan) y Donah bat Avraham ha-Levi ben Shemuel ha-Levi Ben Susan (Dona Bensusan), [13 de diciembre 1826], Gibraltar.
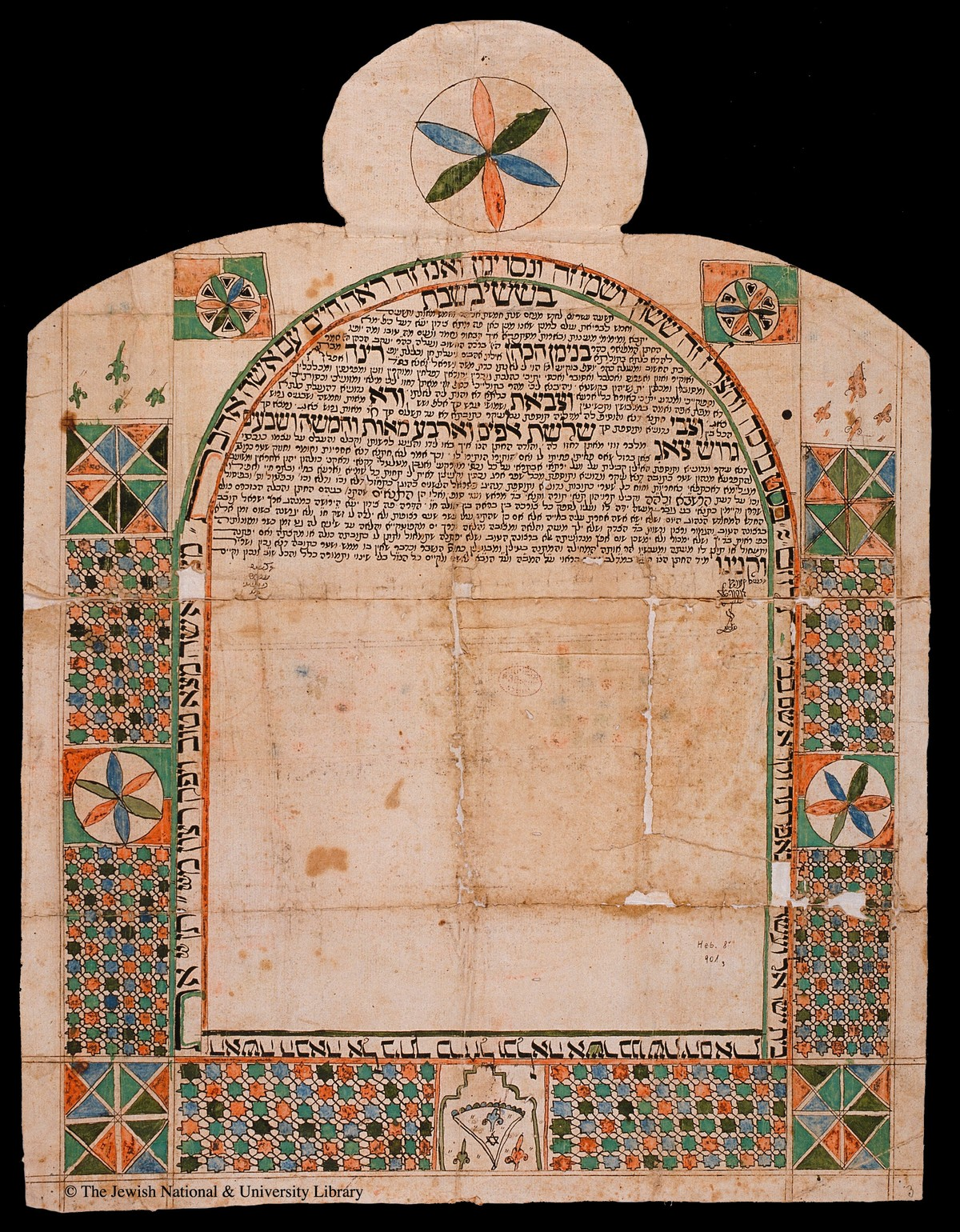
Ketuba de Sidón (Líbano), 1835.
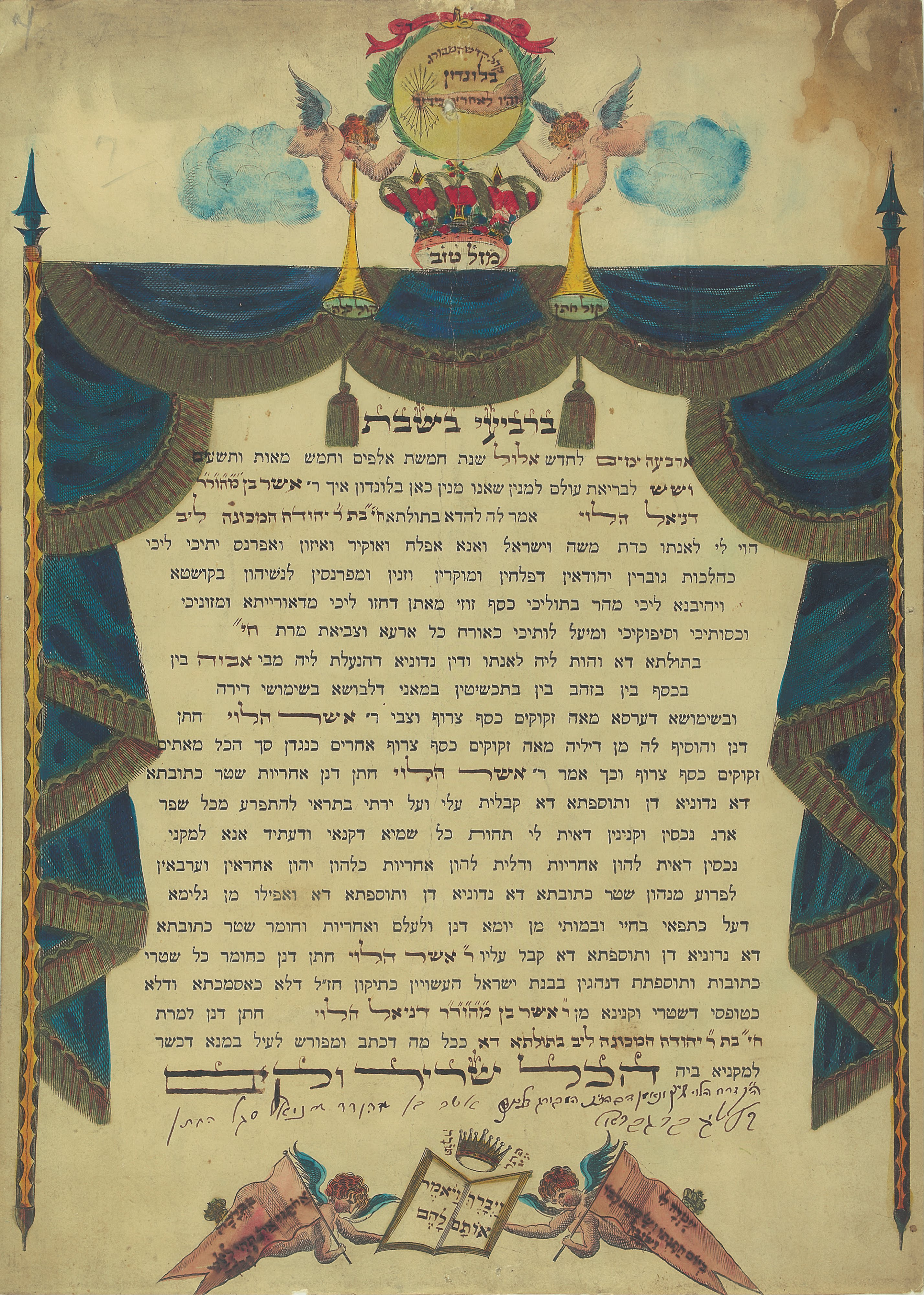
Ketuba de Londres (Reino Unido), 1836.
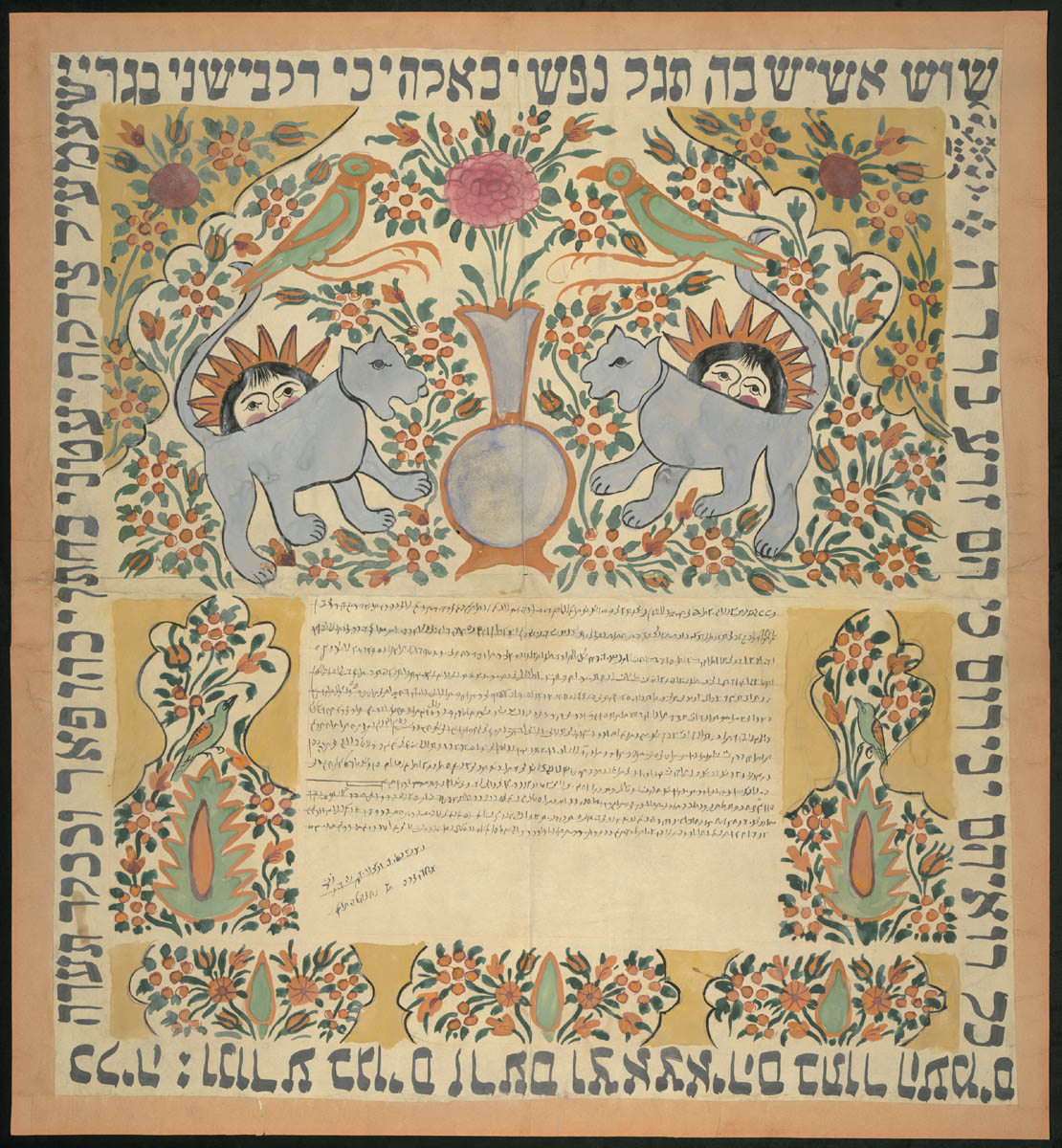
Ketuba de Persia, 1840.
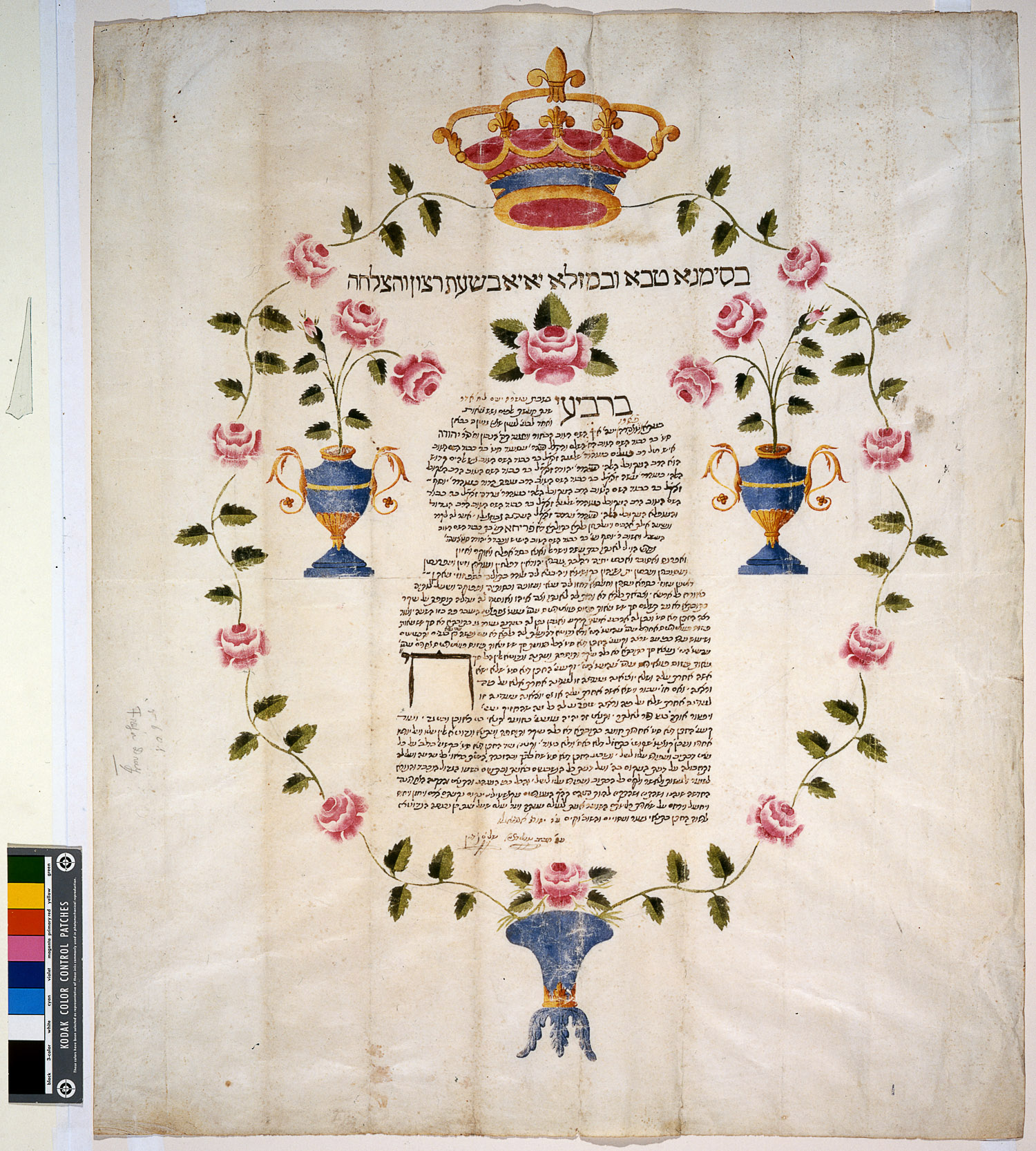
Ketubah que celebra el matrimonio entre Judá, hijo de Masoud, hijo de Salomón, hijo de Judá, hijo de Moisés, hijo de Mardoqueo, hijo de Salomón, hijo de Mardoqueo Abuzaglo y Freha (o Freja), hija de José, hijo de Judá Adrehi, Faro (Portugal), 1841.
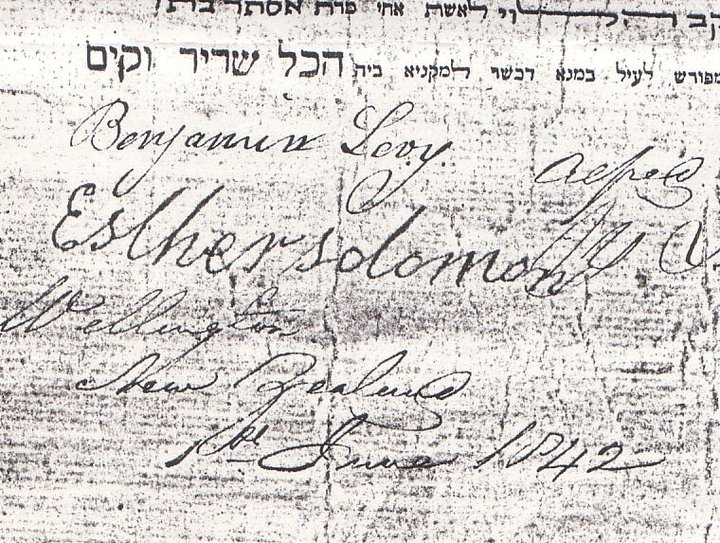
Detalle de una ketuba celebrando el matrimonio de Benjamin Levy et Esther Solomon à Wellington (Nueva Zelanda), 1842
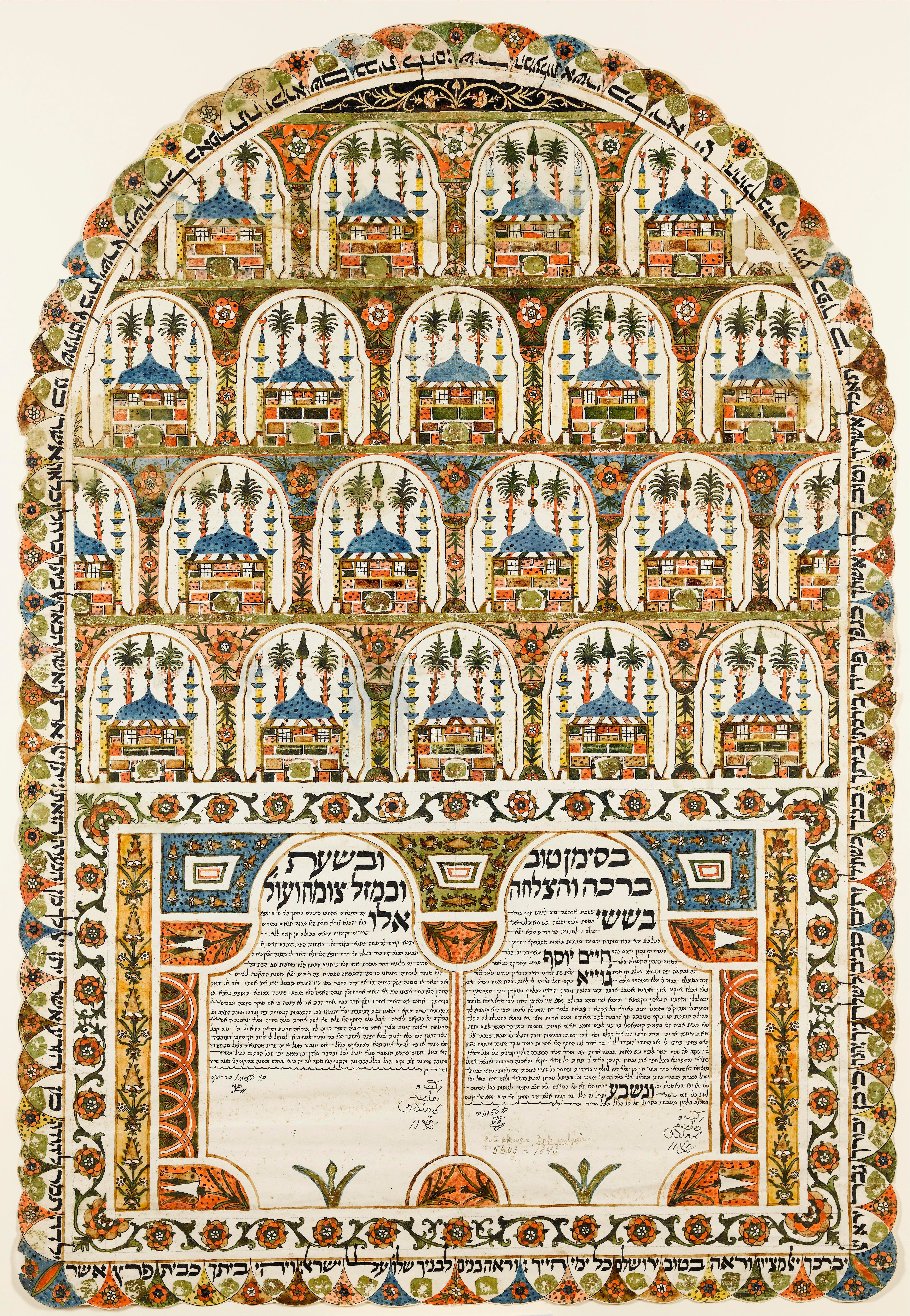
Ketuba de 1843.
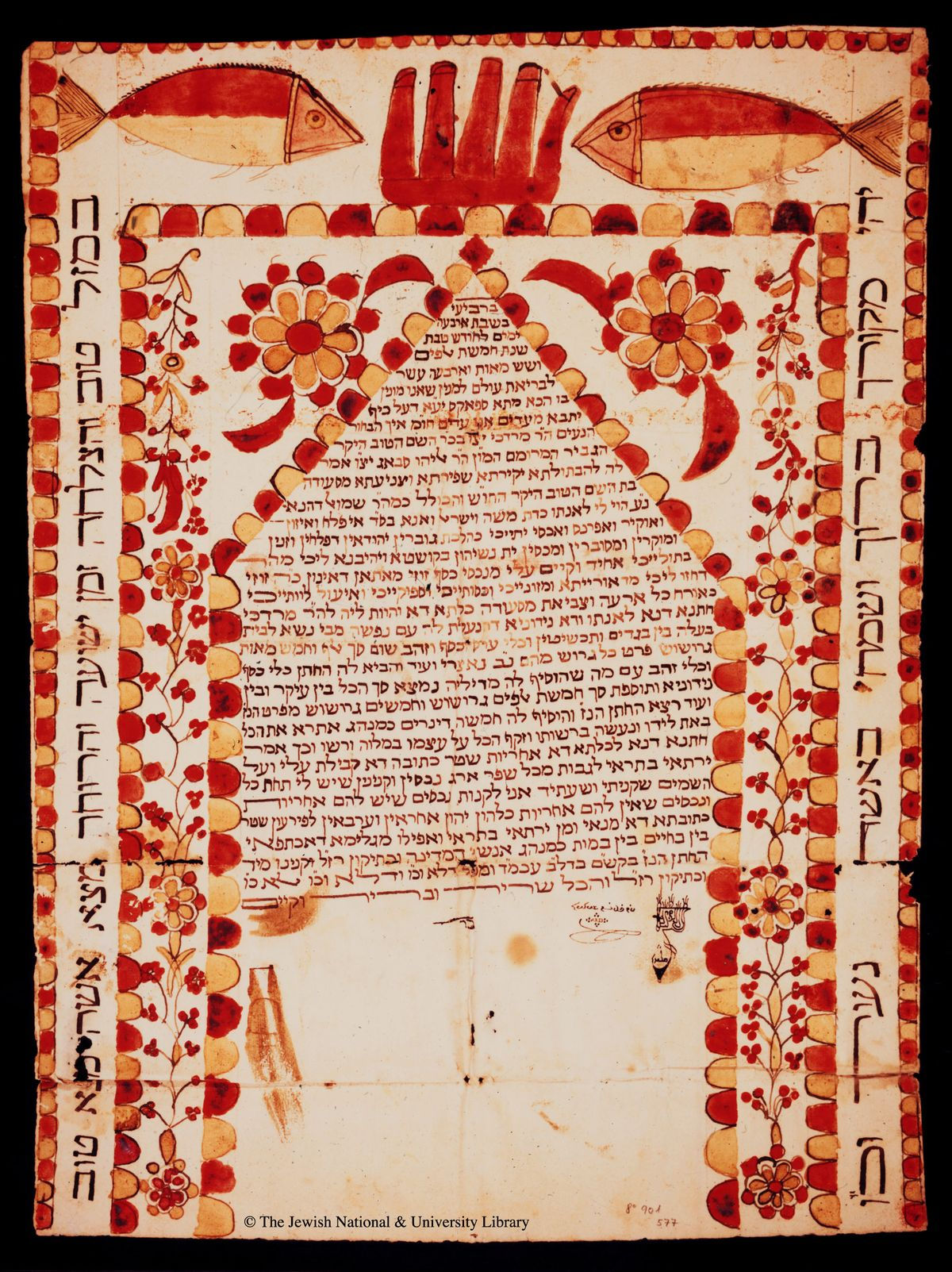
Ketuba de Túnez, 1854.
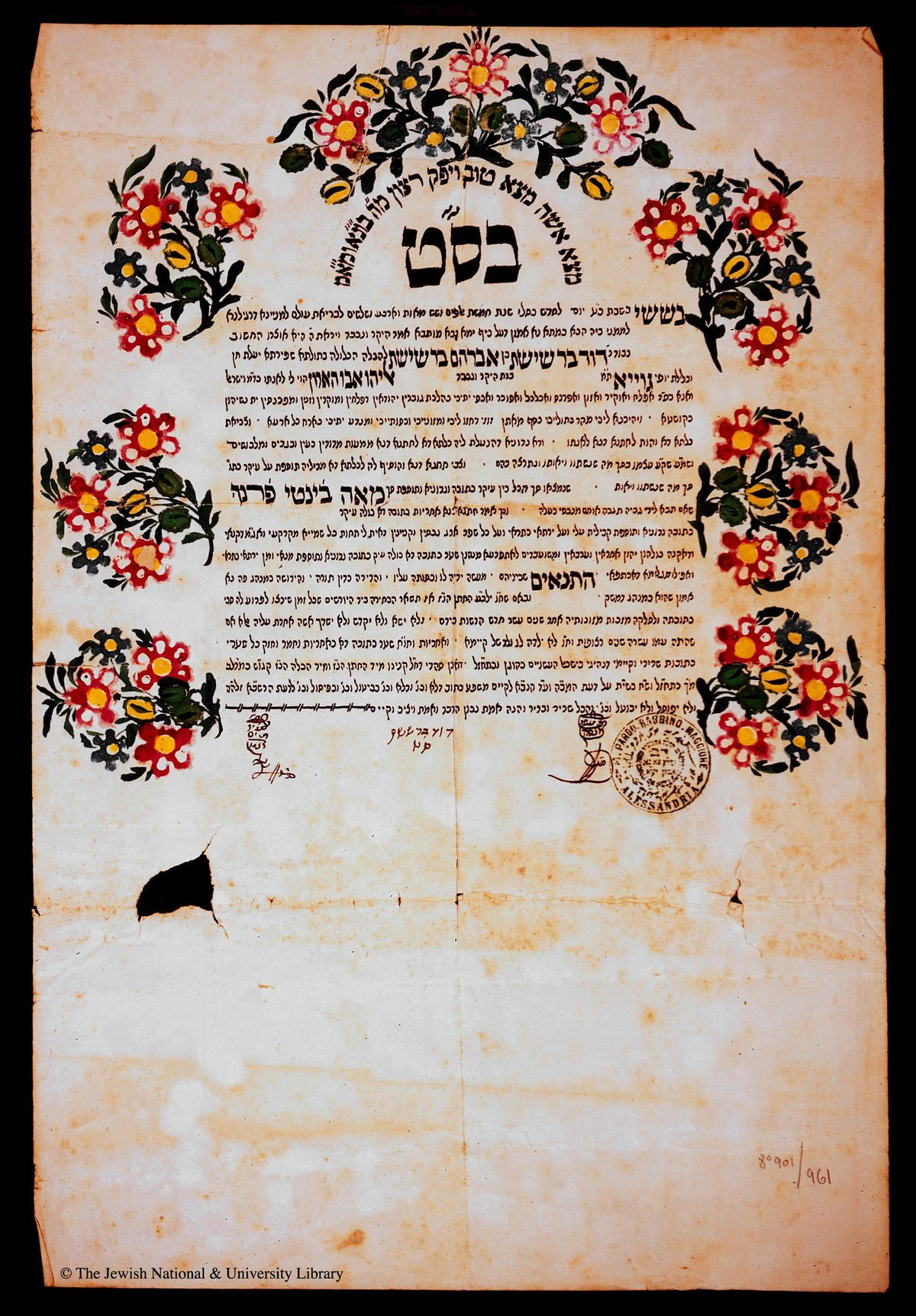
Ketuba de Egipto, 1873.
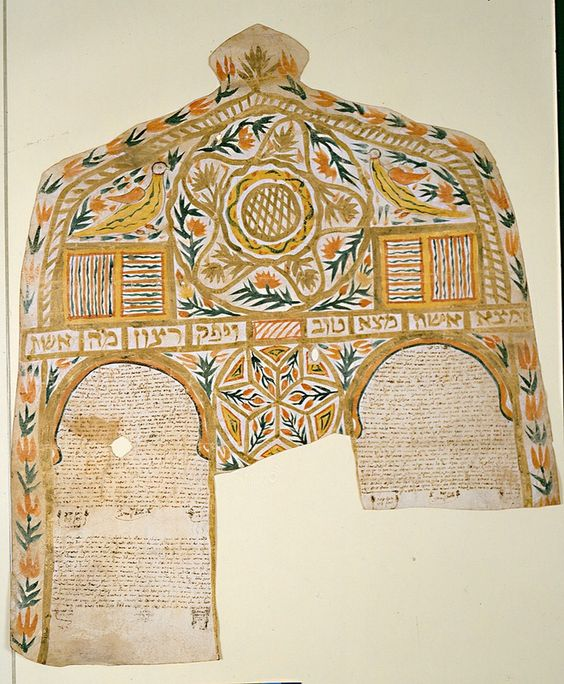
Ketuba de Kastoriá en Macédoine, 1881.
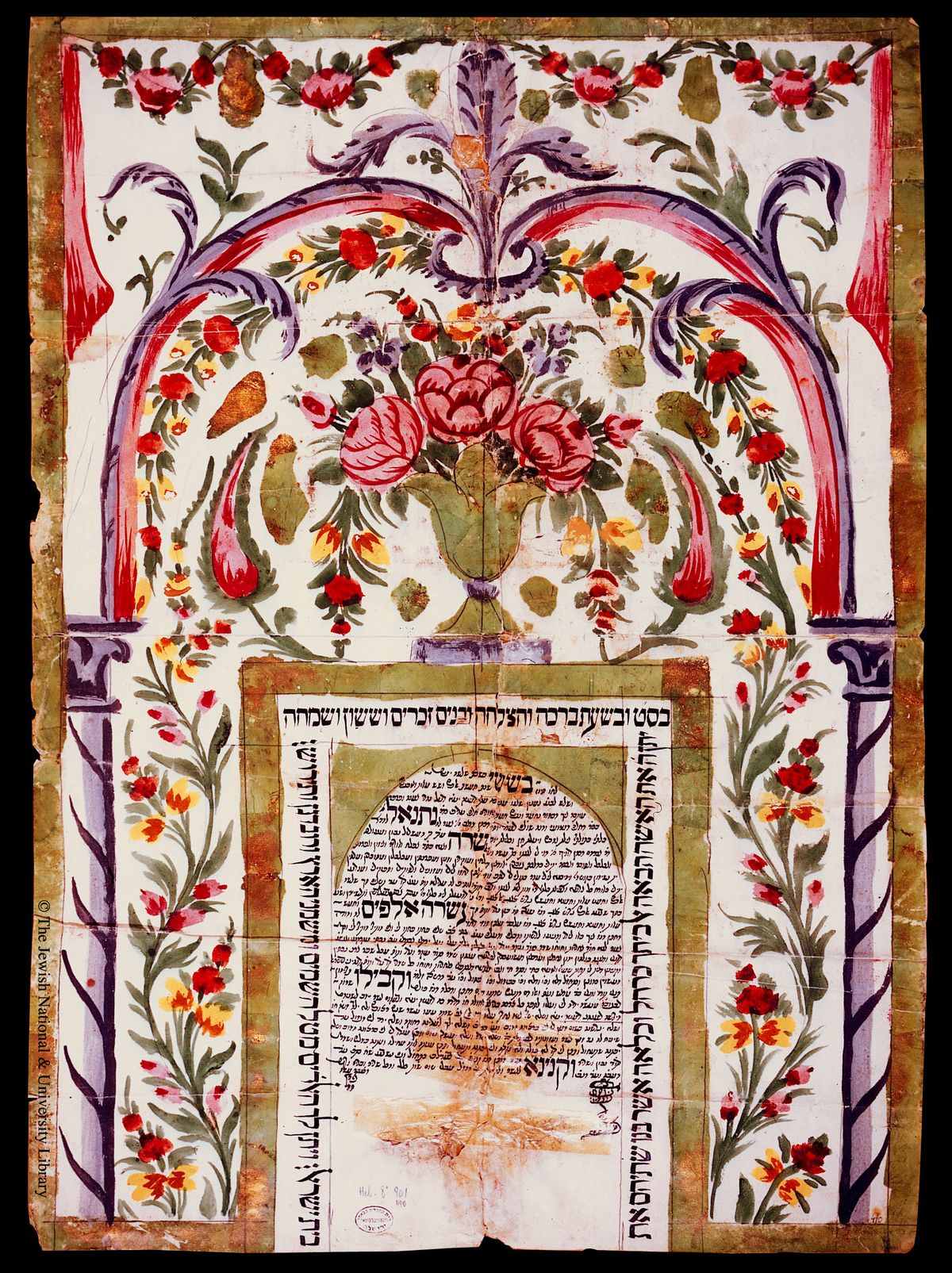
Ketuba de Damasco (Siria), 1883.
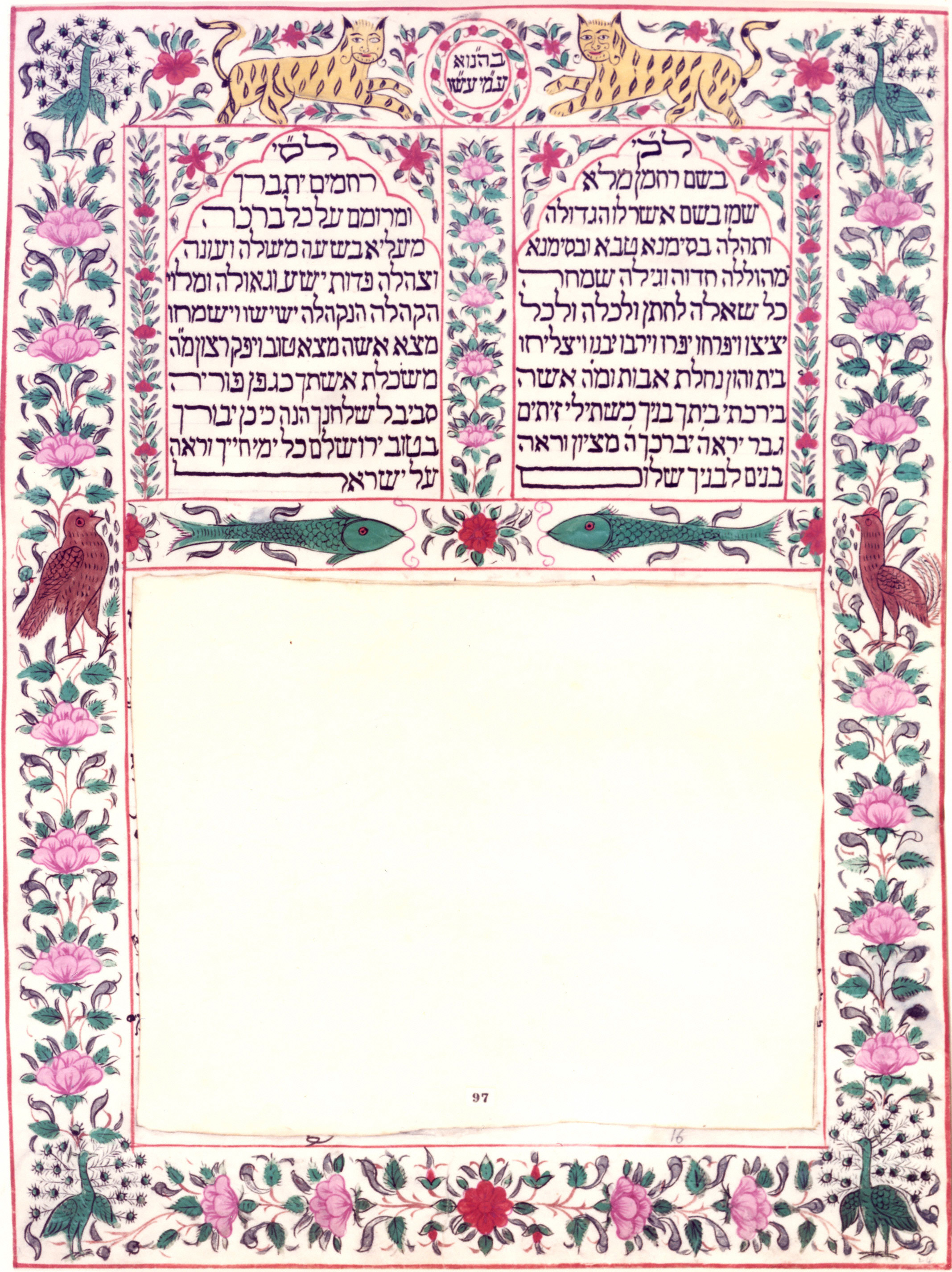
Ketuba en blanco de Myanmar (Birmania), 1900.
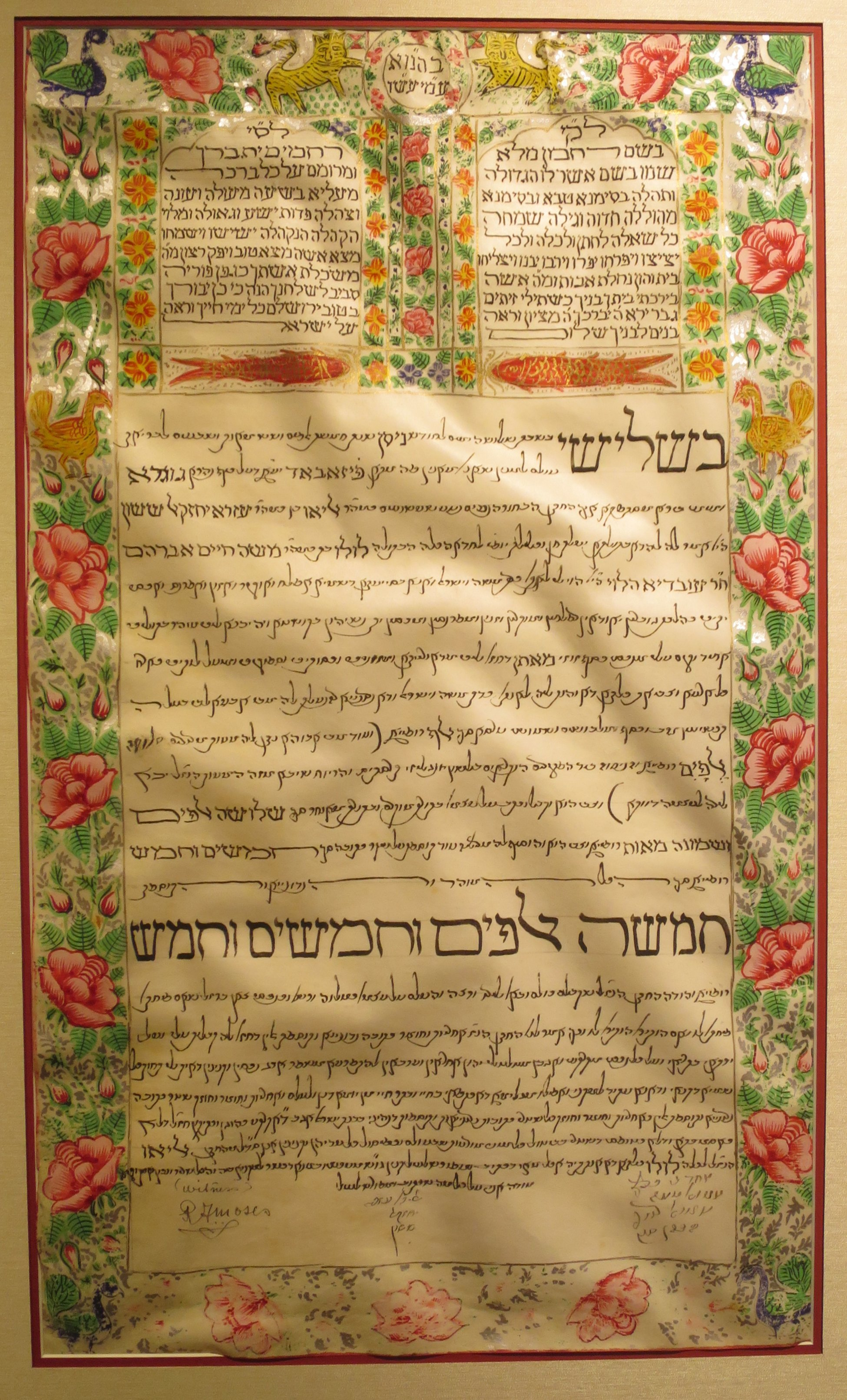
Ketuba celebrando la boda de Eliyahoo Sasson y Lulu HaLevi,Faizabad (India), 1910.
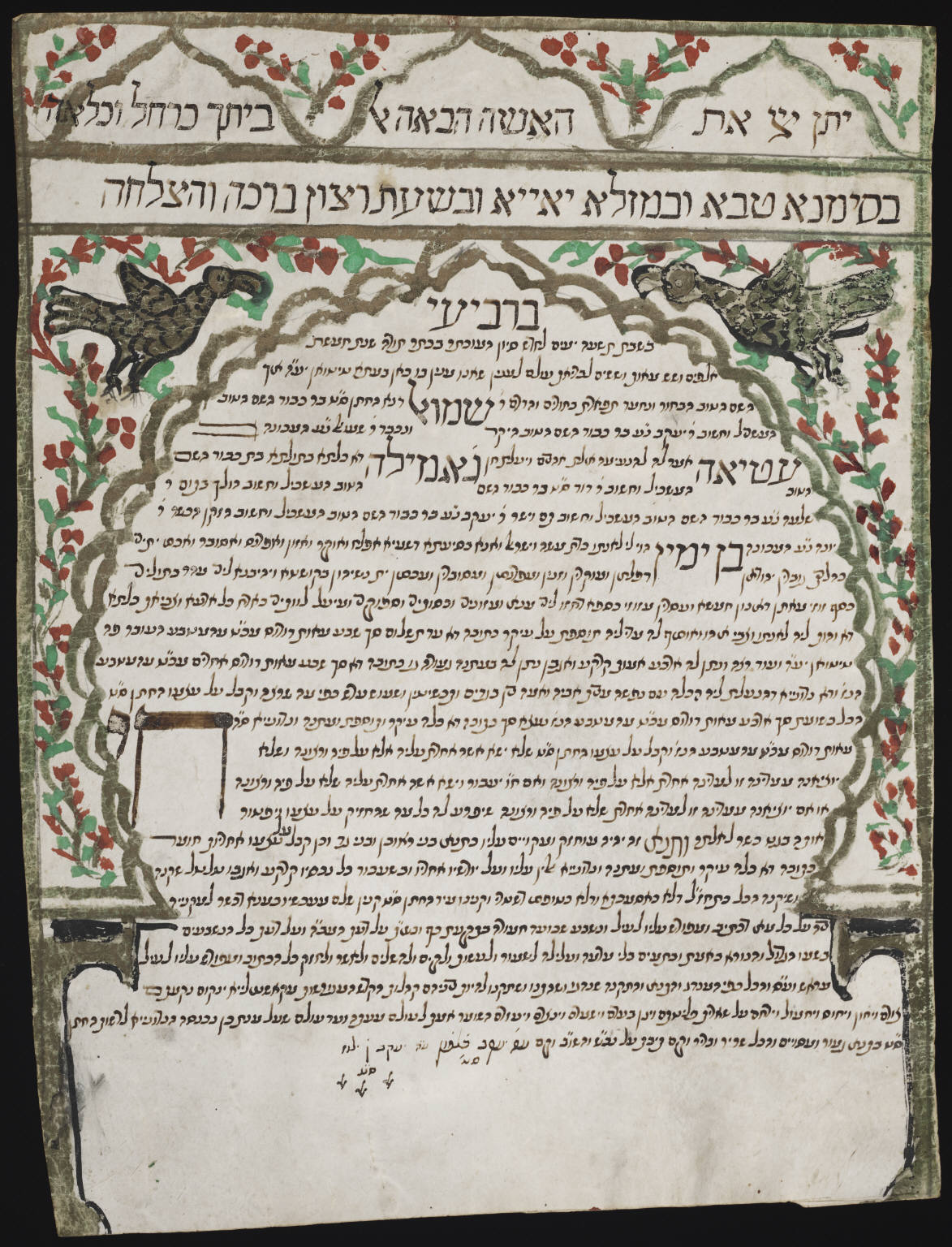
Ketuba, antes de 1911.
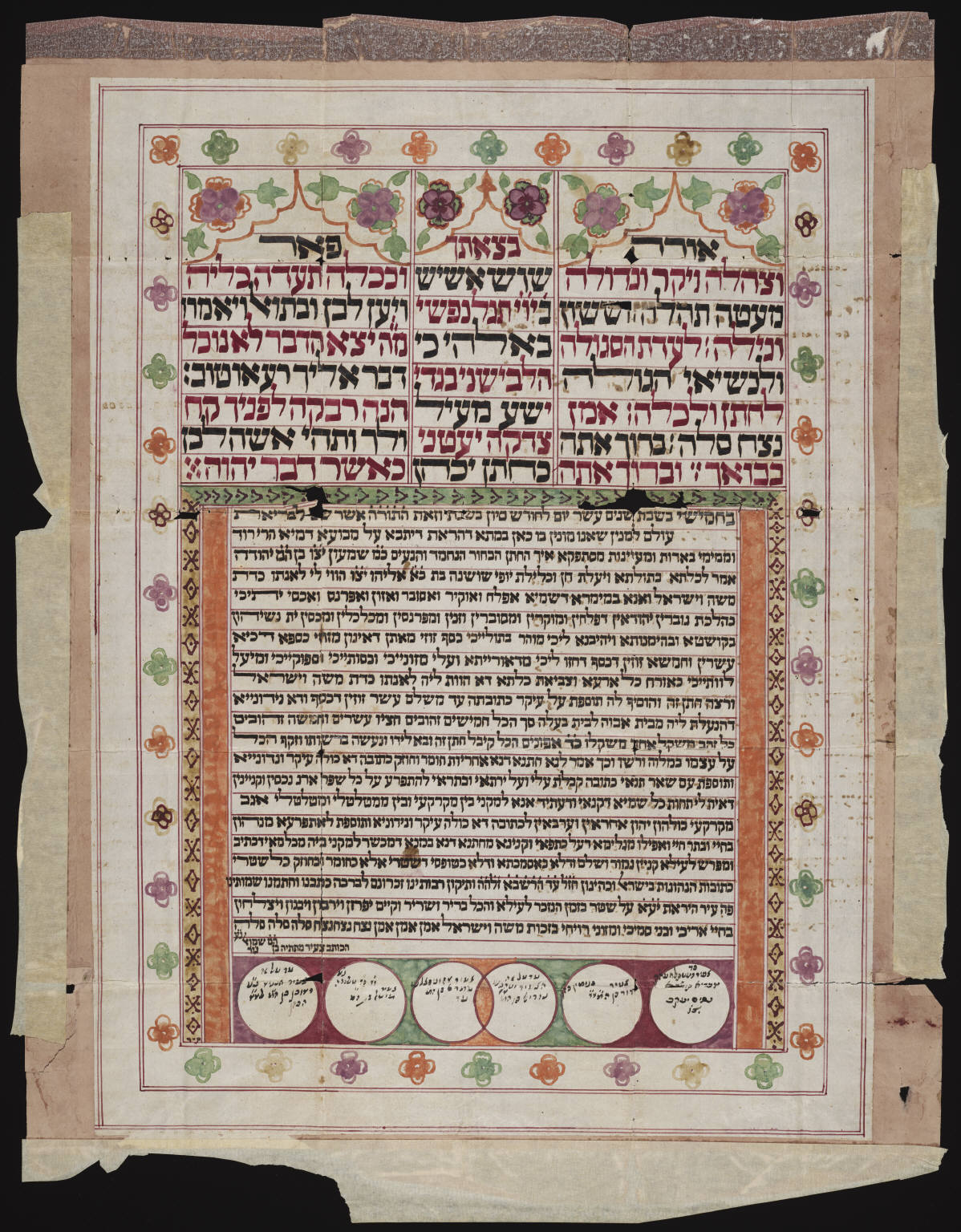
Ketuba tradicional antes de 1911.
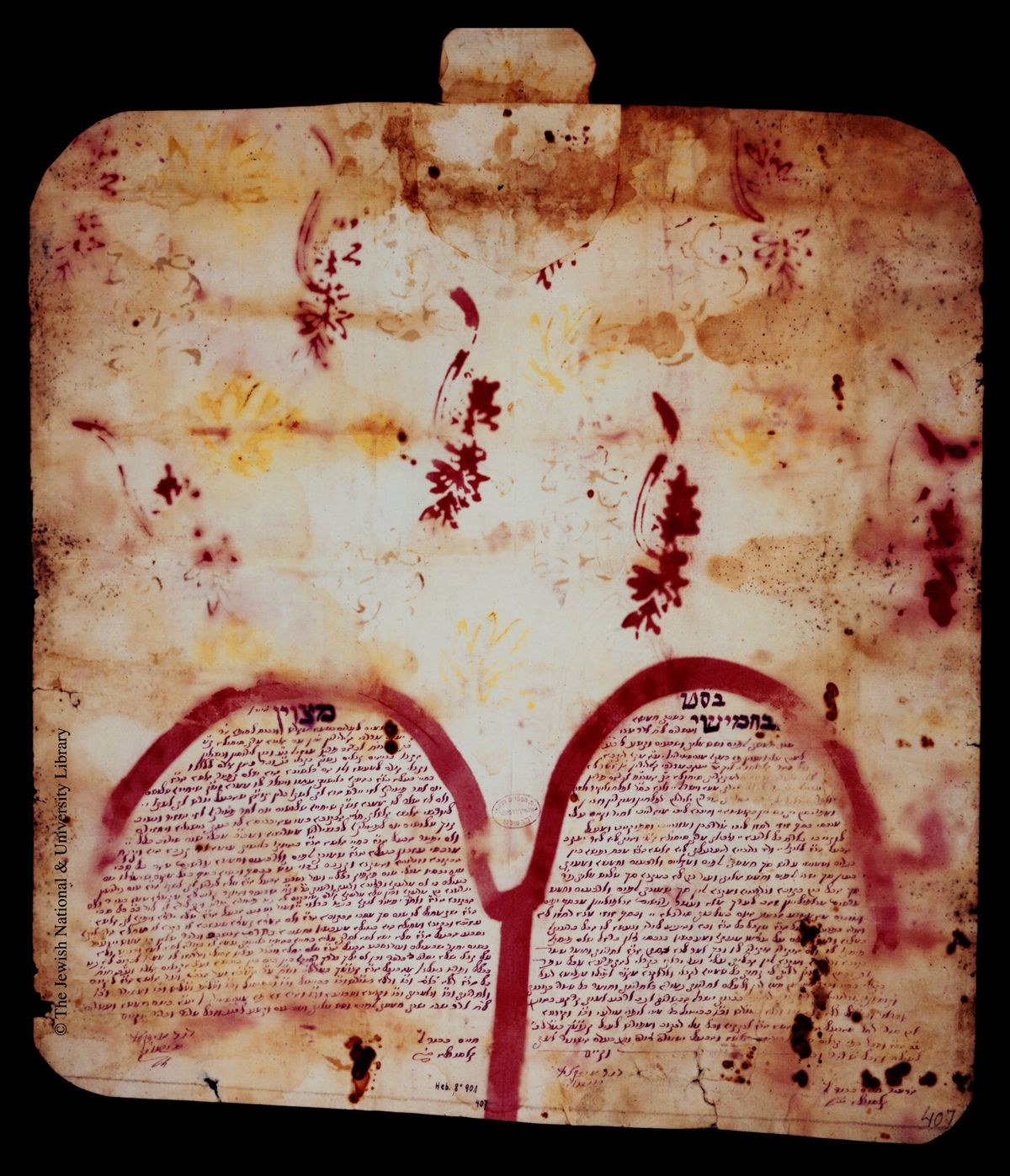
Ketuba de Macedonia, 1919.
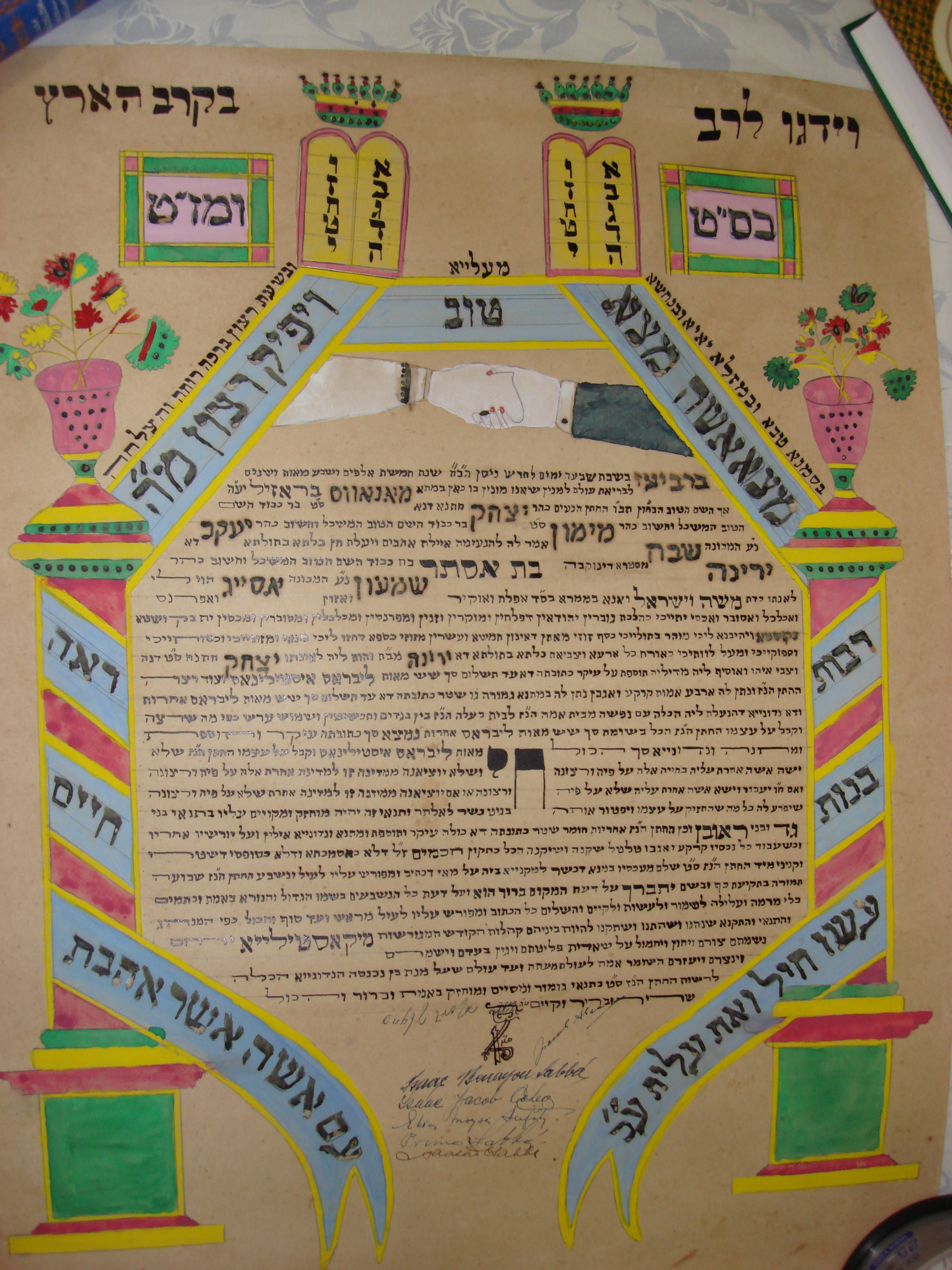
Ketuba celebrando el matrimonio de Isaac Benayon Sabba e Irene Assayag Gonçalves à Manaos (Brasil), 1942.
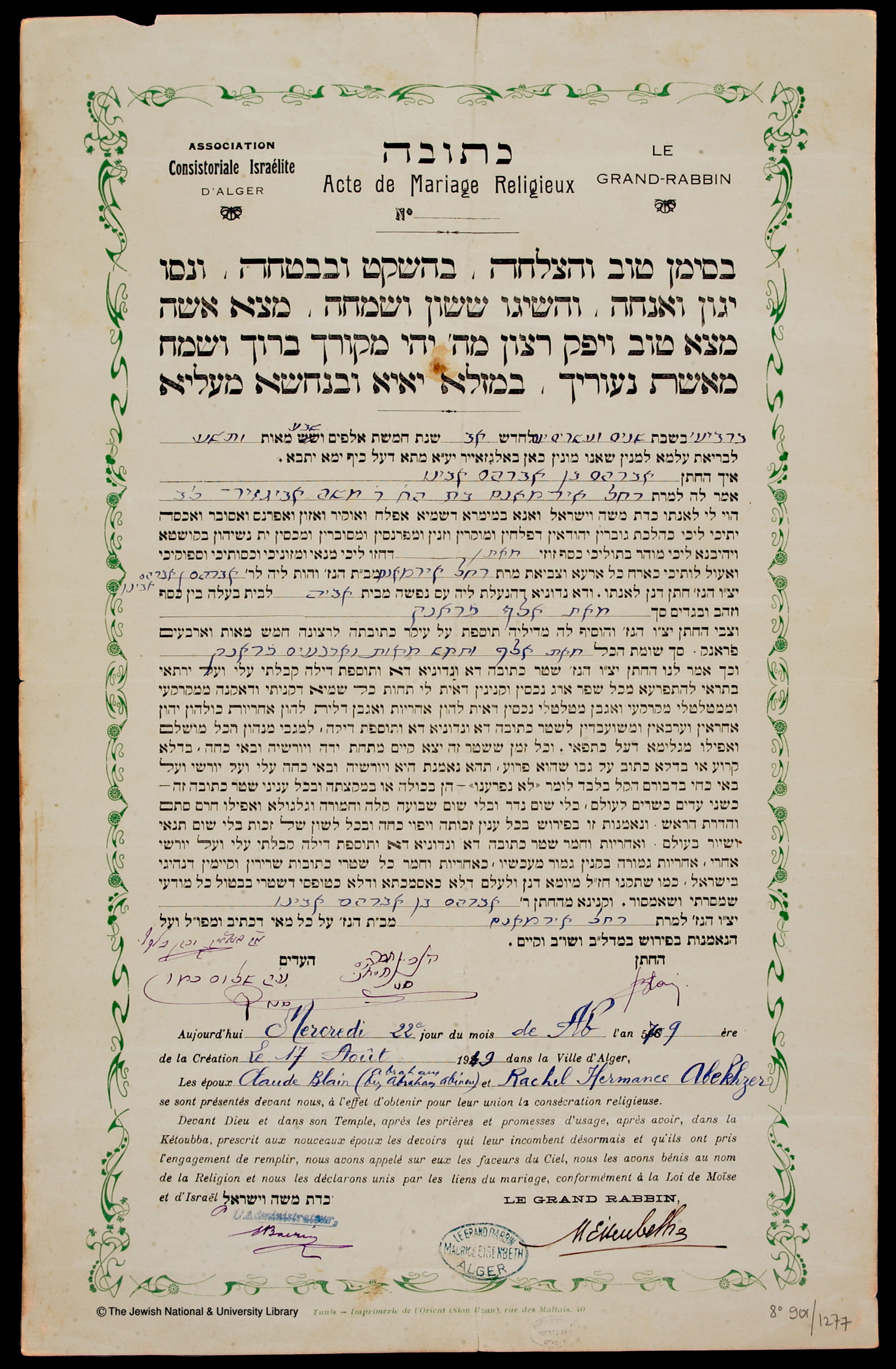
Ketuba de Argelia, 1949.
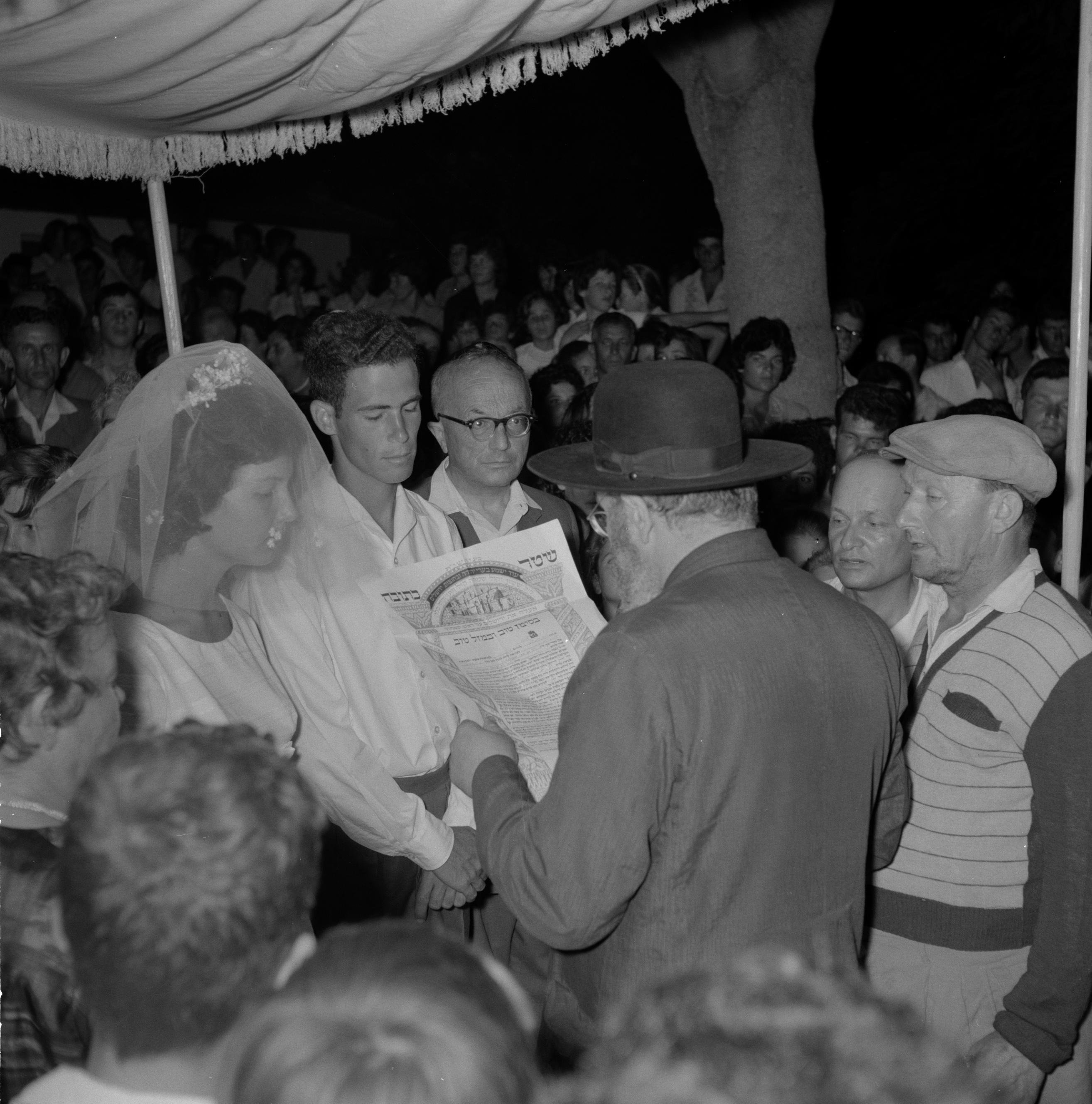
Matrimonio en el momento de la lectura de la ketuba bajo el dosel nupcial (houppa) dans le kibutz Yad Mordechai à Ascalón (Israel), 1964.
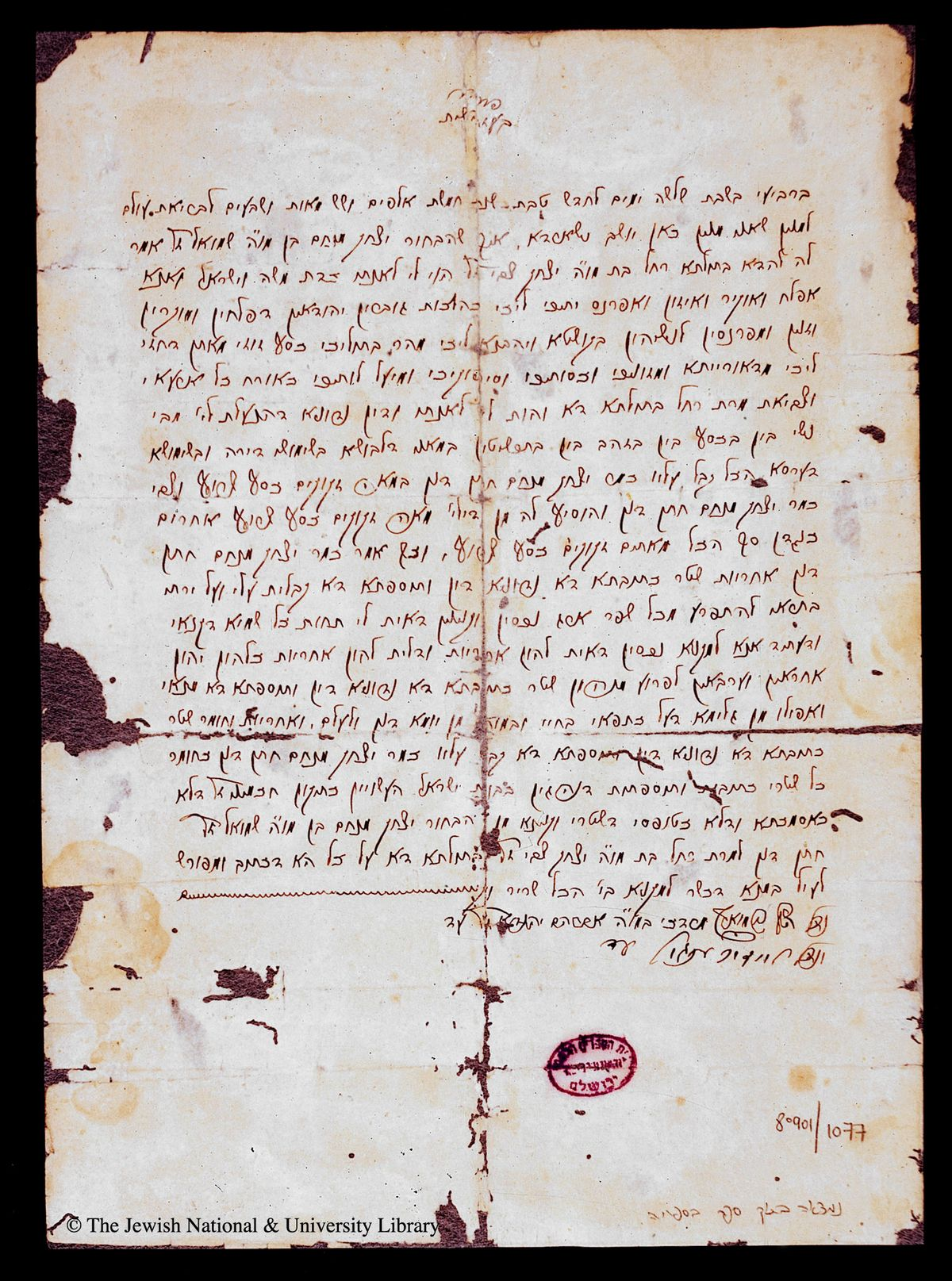
Ketuba de Hungría, de la colección de Ketubot de la Biblioteca Nacional de Israel
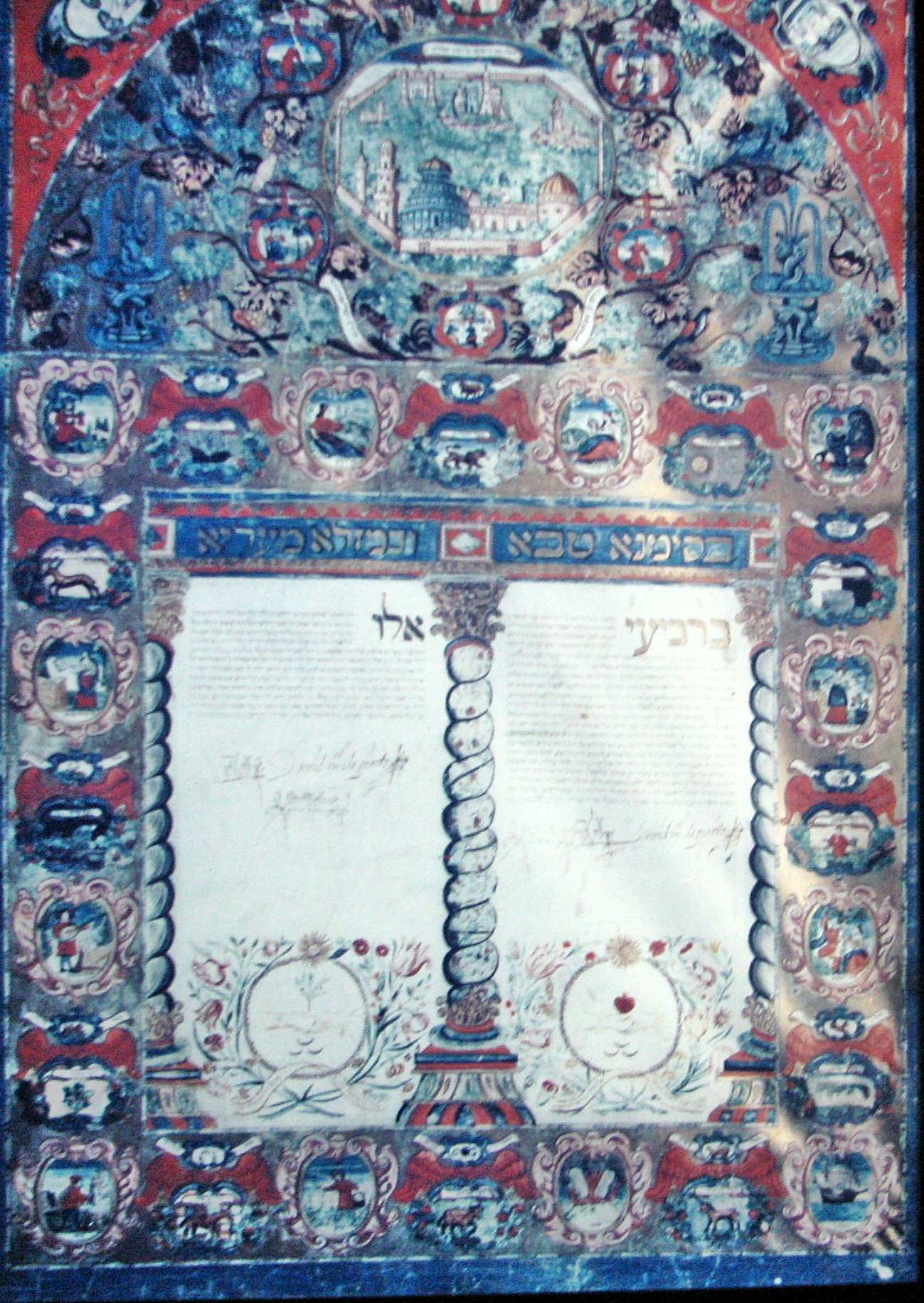
Ketuba iluminada celebrando el matrimonio de David Immanuel, hijo de Issac de Pinto y Rachel, hija de Jacob de Pinto.
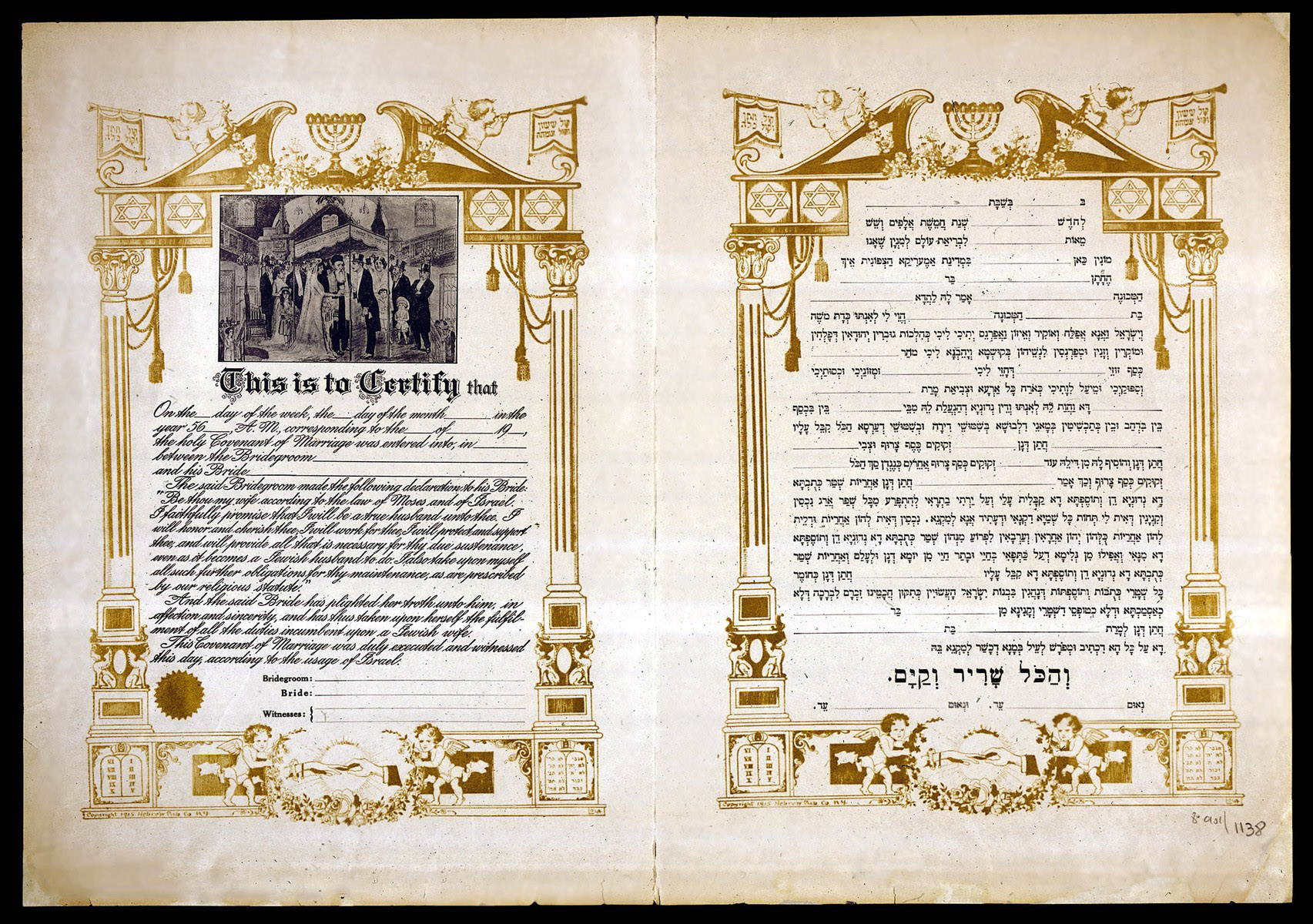
Ketuba en blanco de los Estados Unidos.
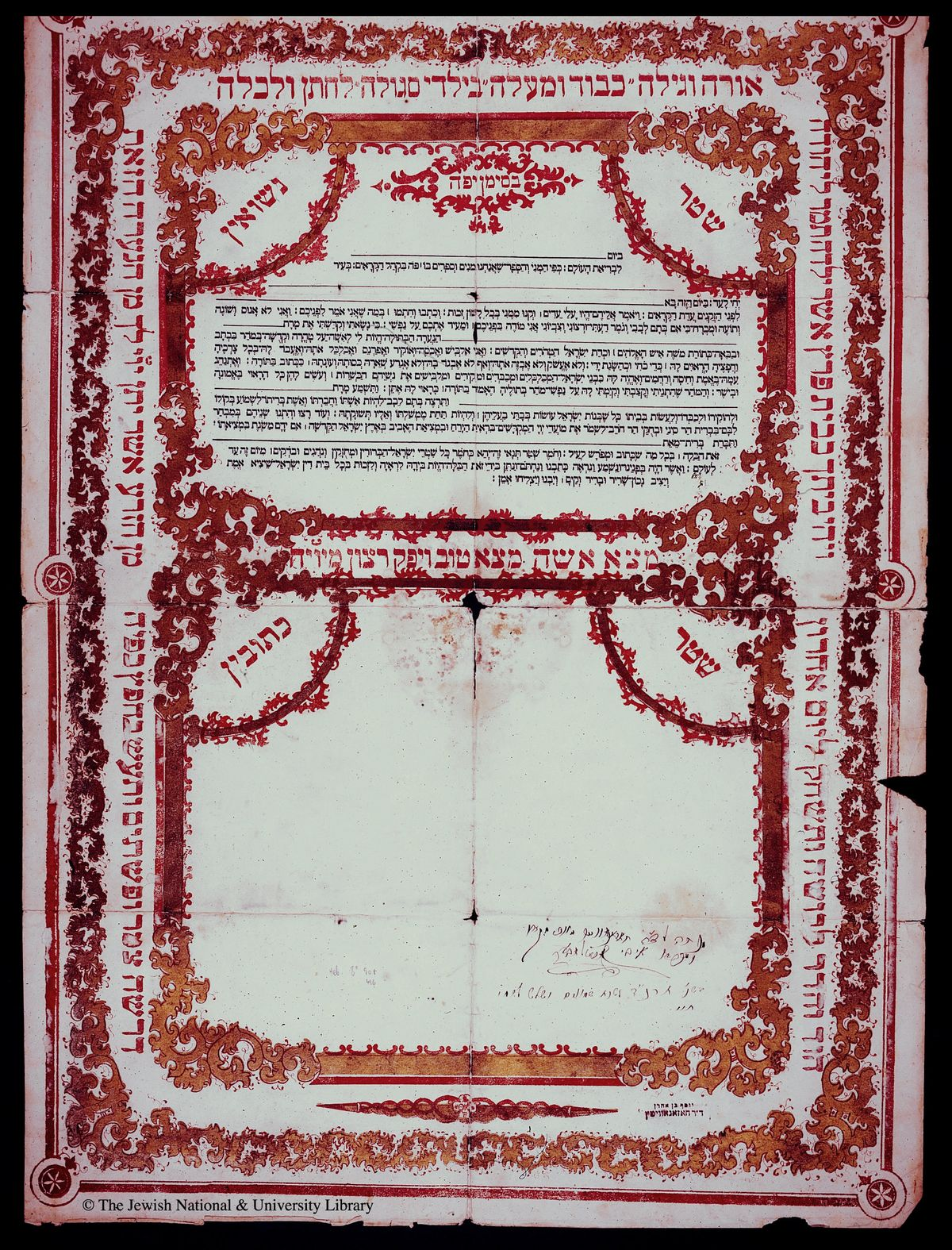
Ketuba en blanco de Rusia.
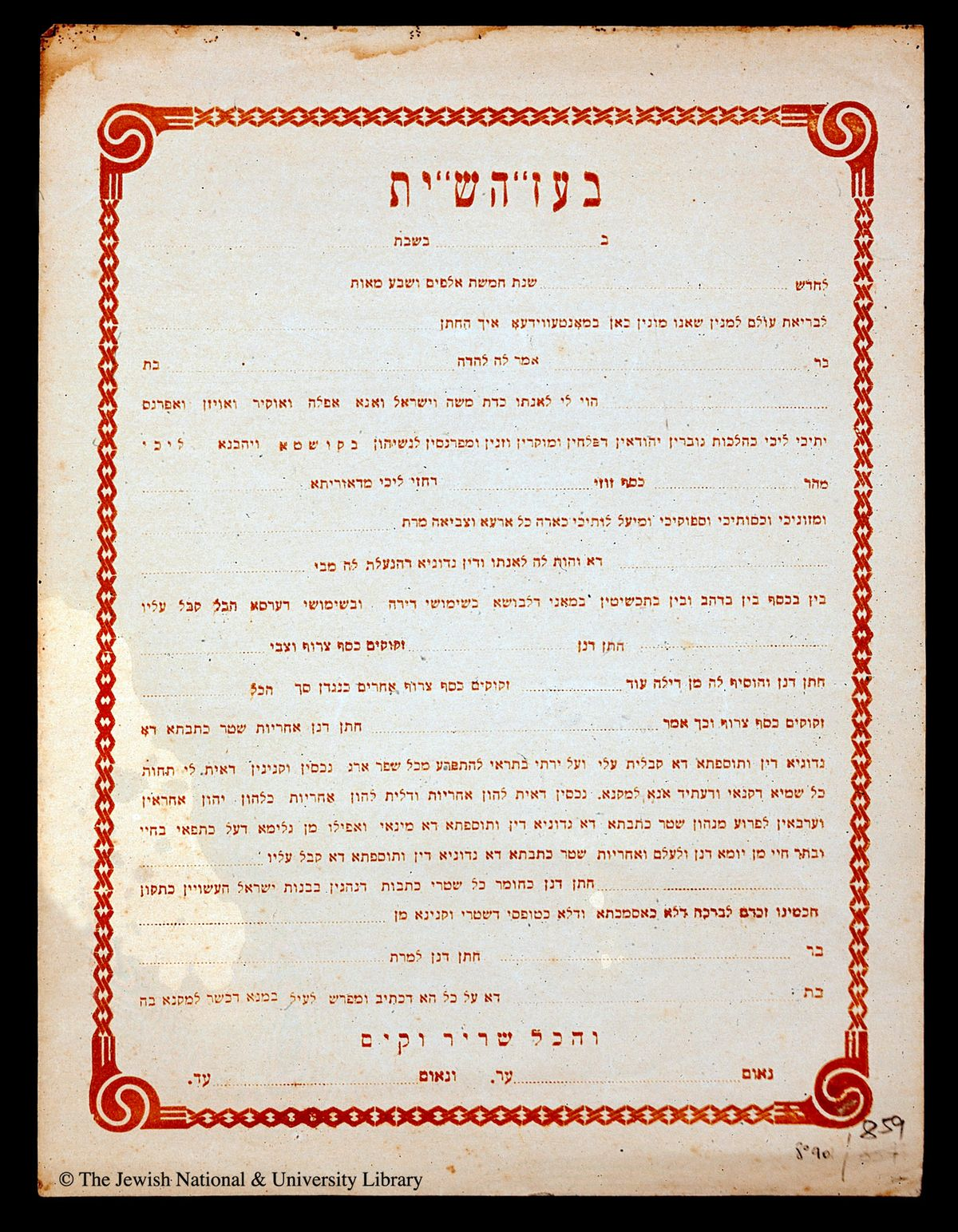
Ketuba en blanco de Uruguay.
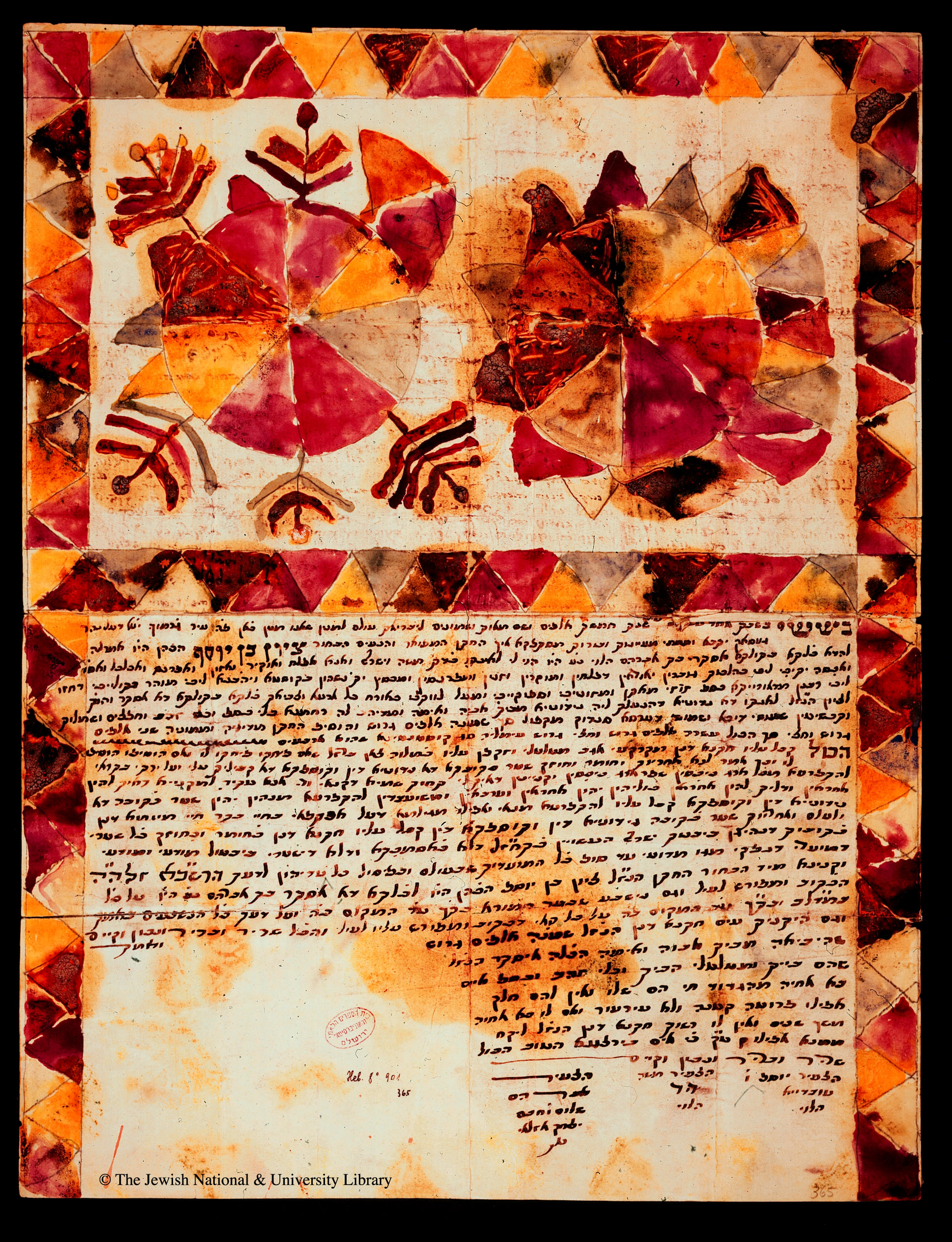
Ketuba de Armenia
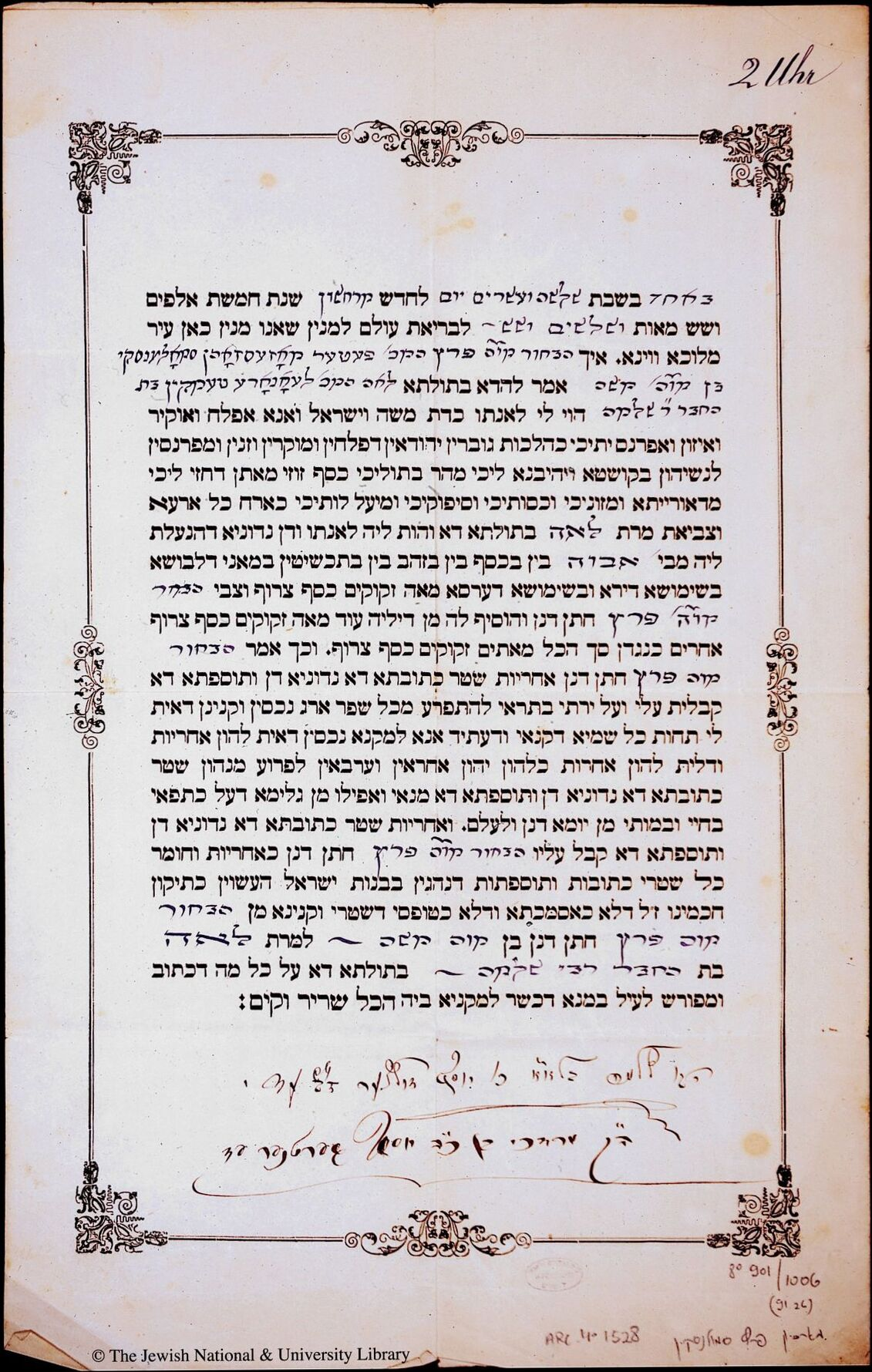
Ketuba de Austria
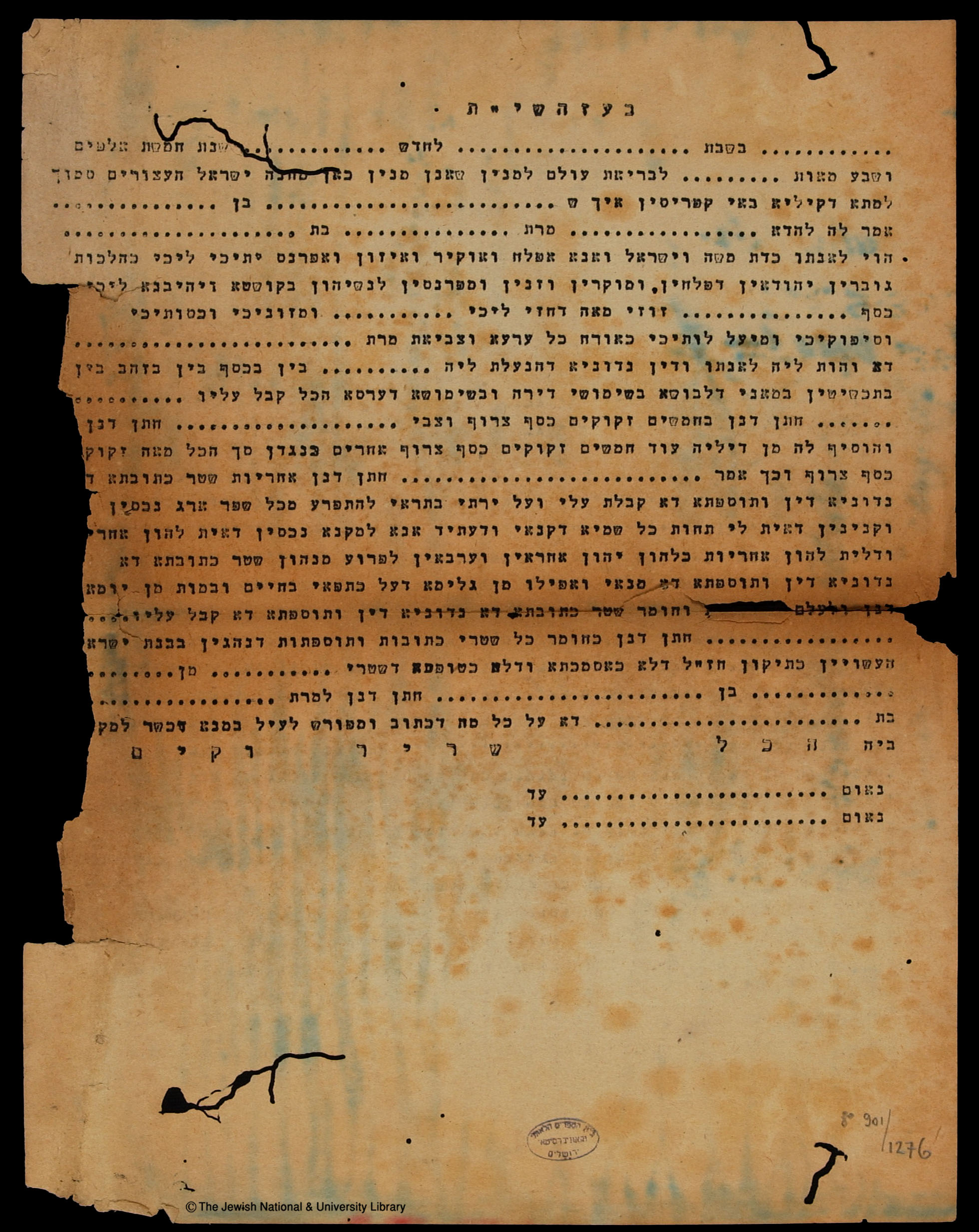
Ketuba de Chipre.
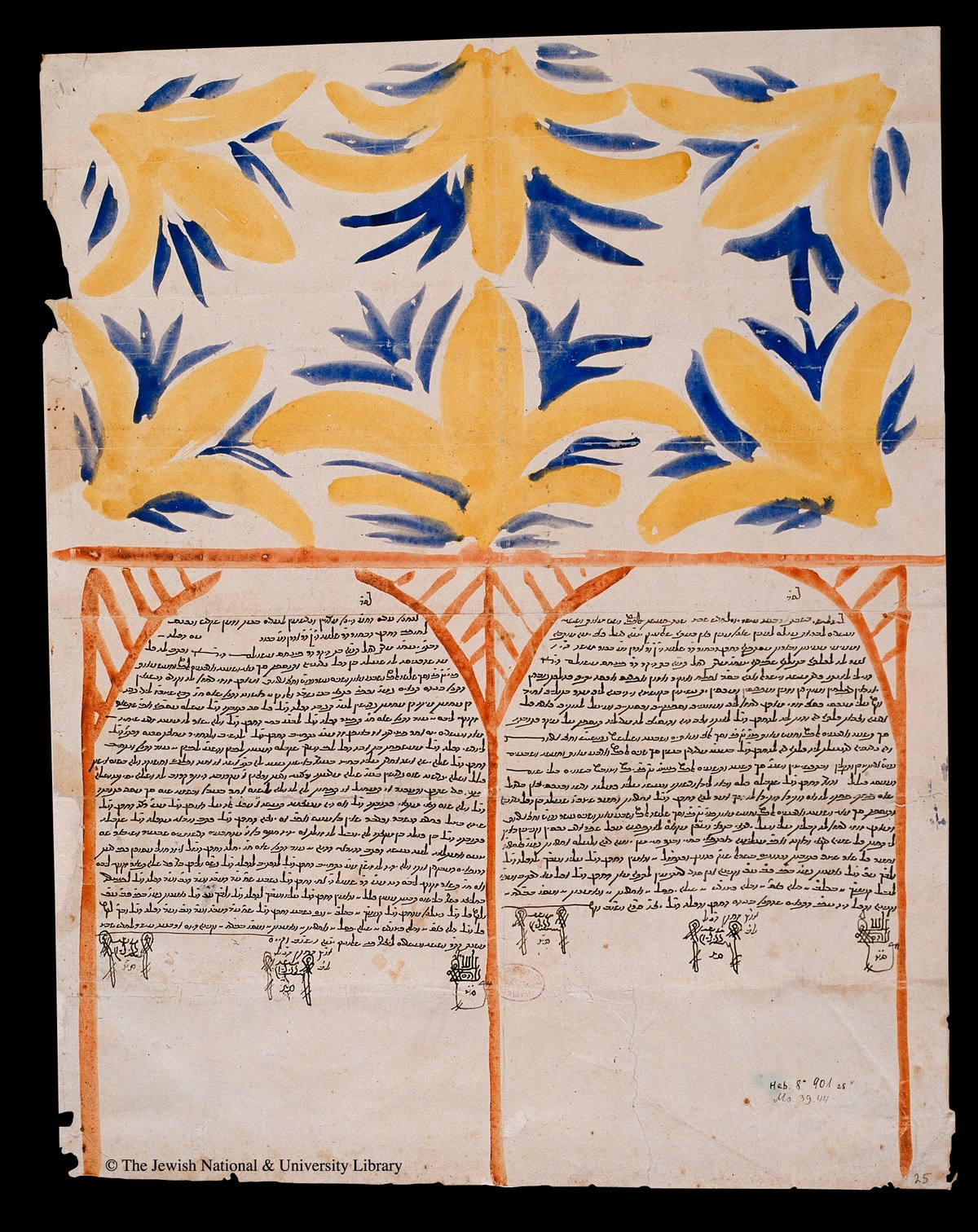
Ketuba de Grecia.
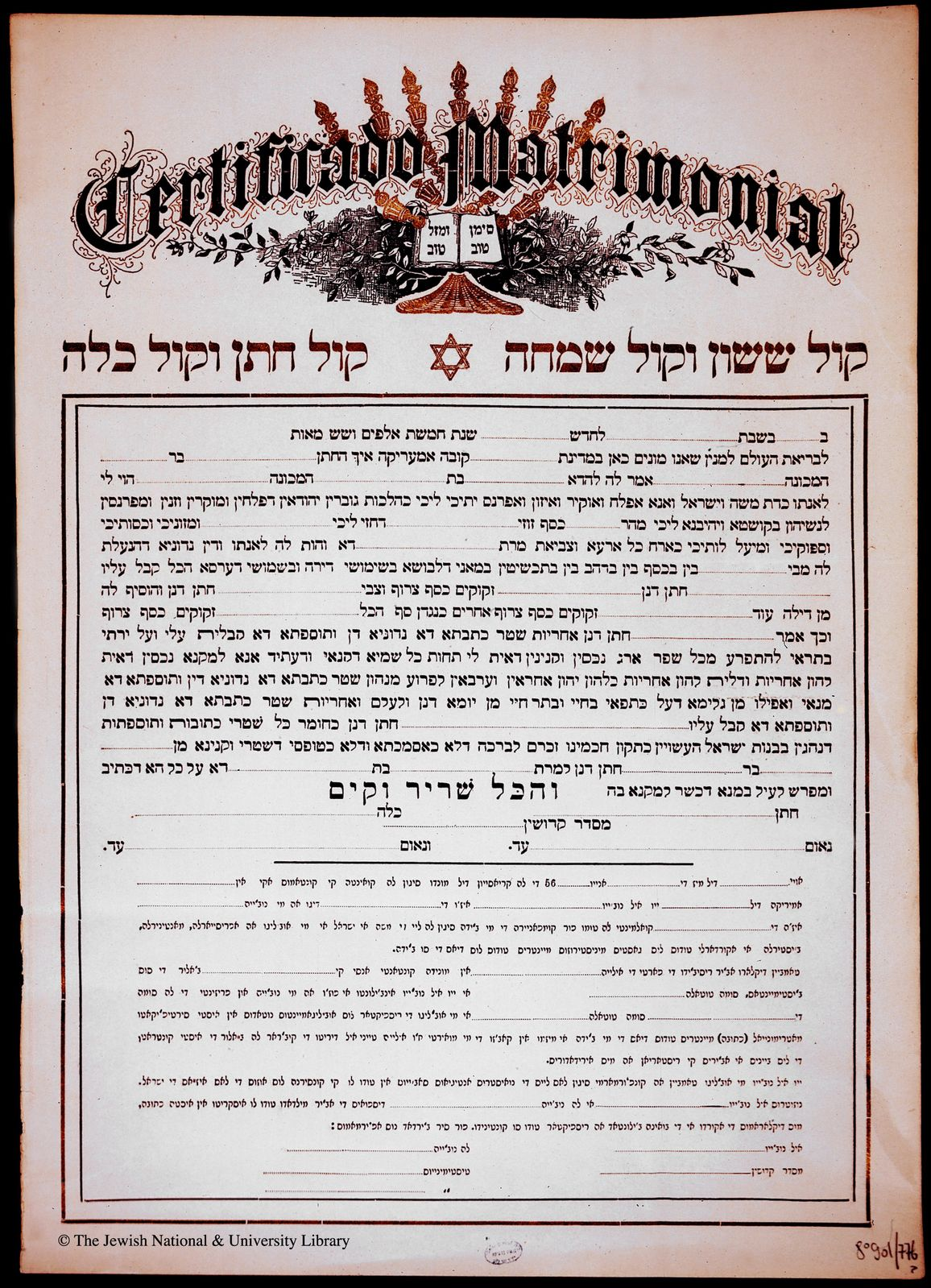
Ketuba de Cuba.
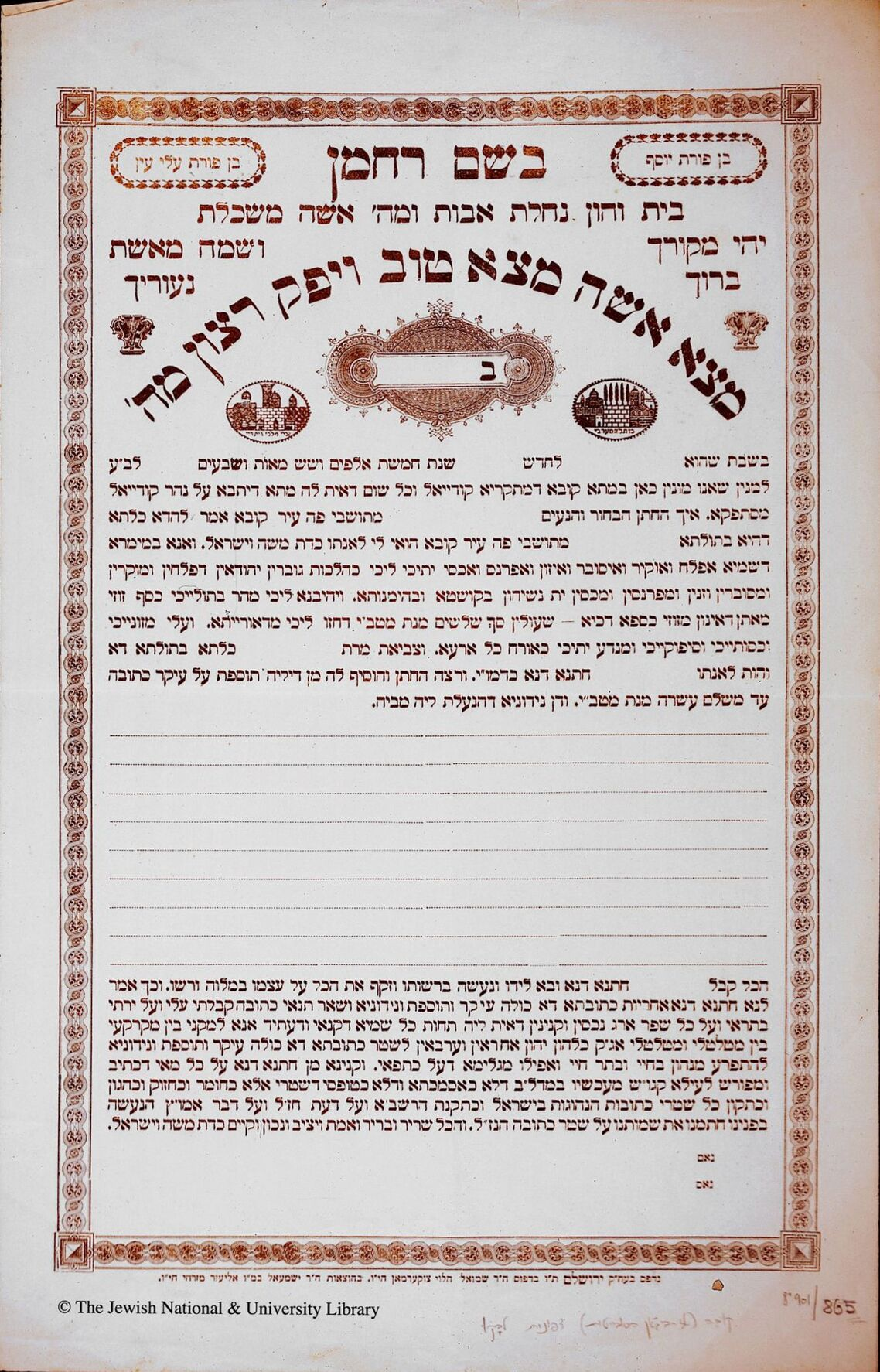
Ketuba de Azerbaiyán.
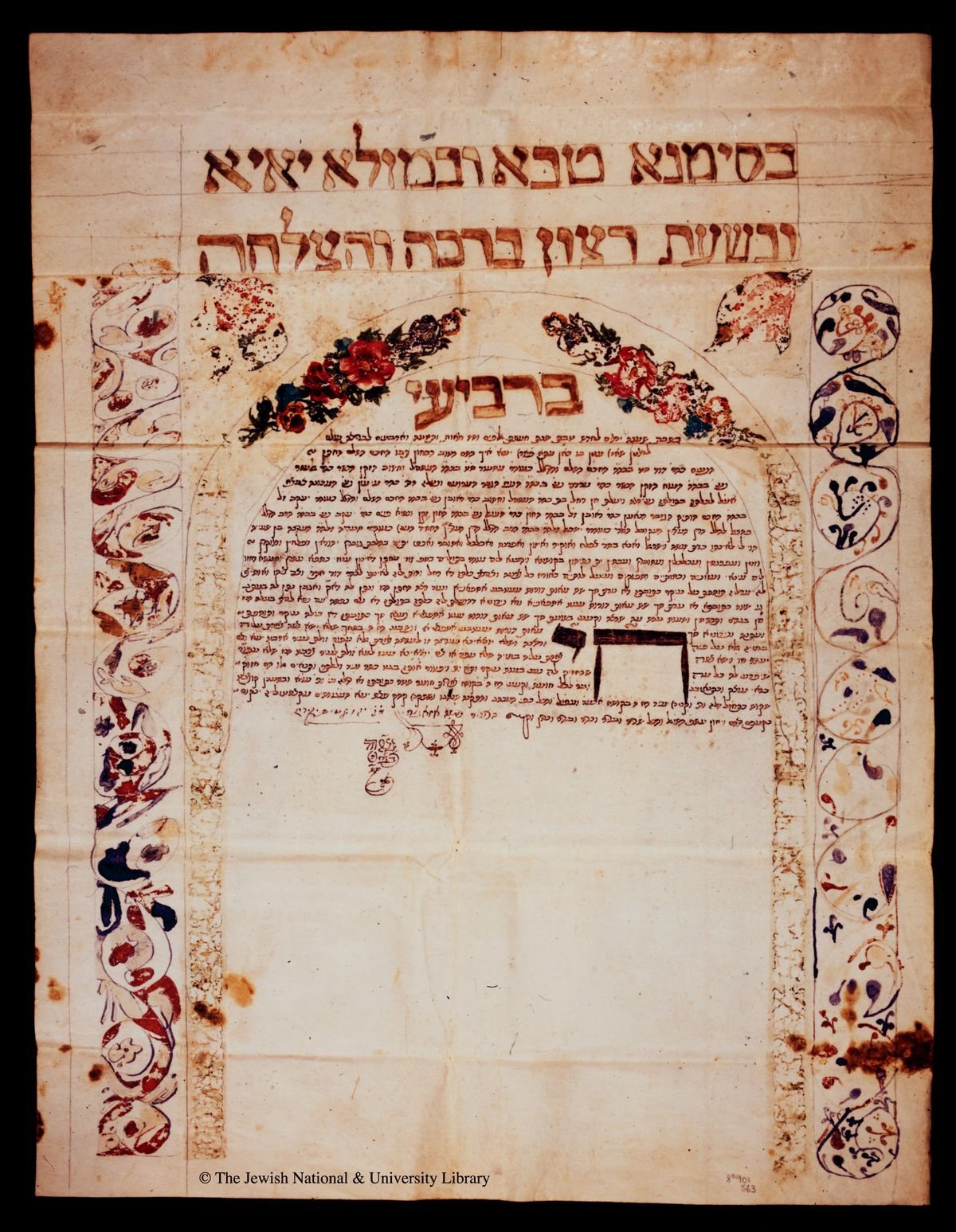
Ketuba de Portugal.
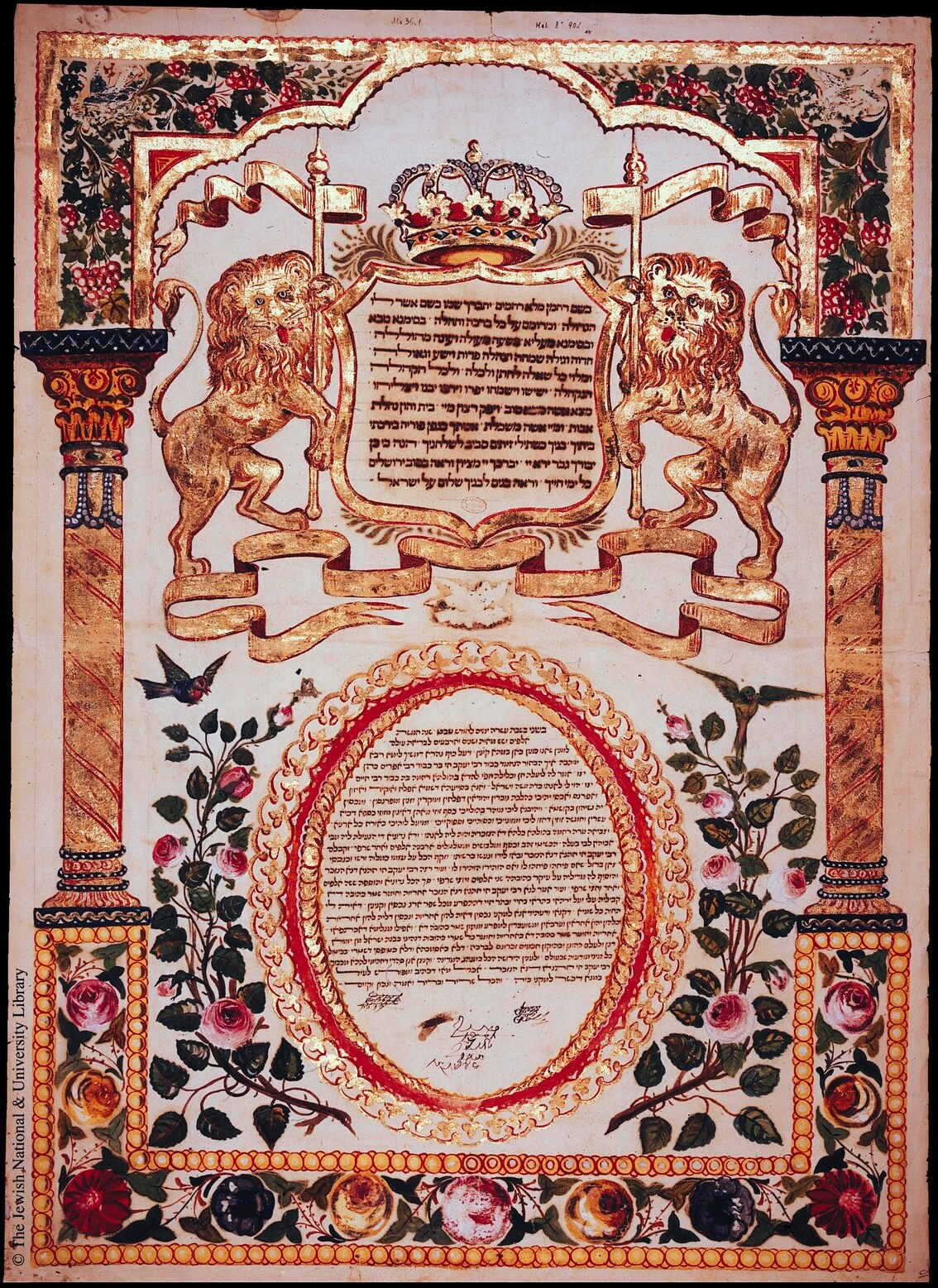
Ketuba de India.
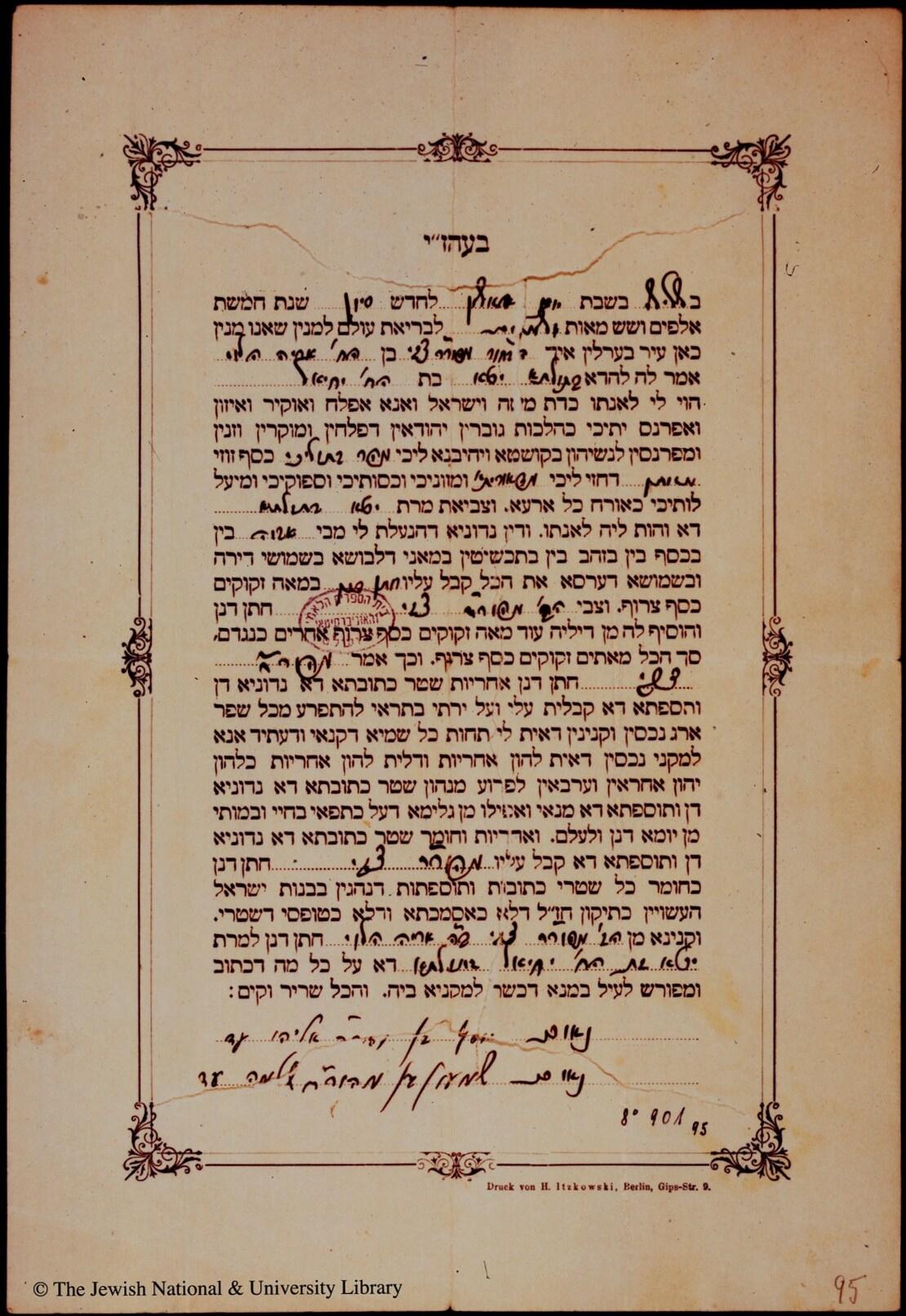
]Ketuba de Alemania.
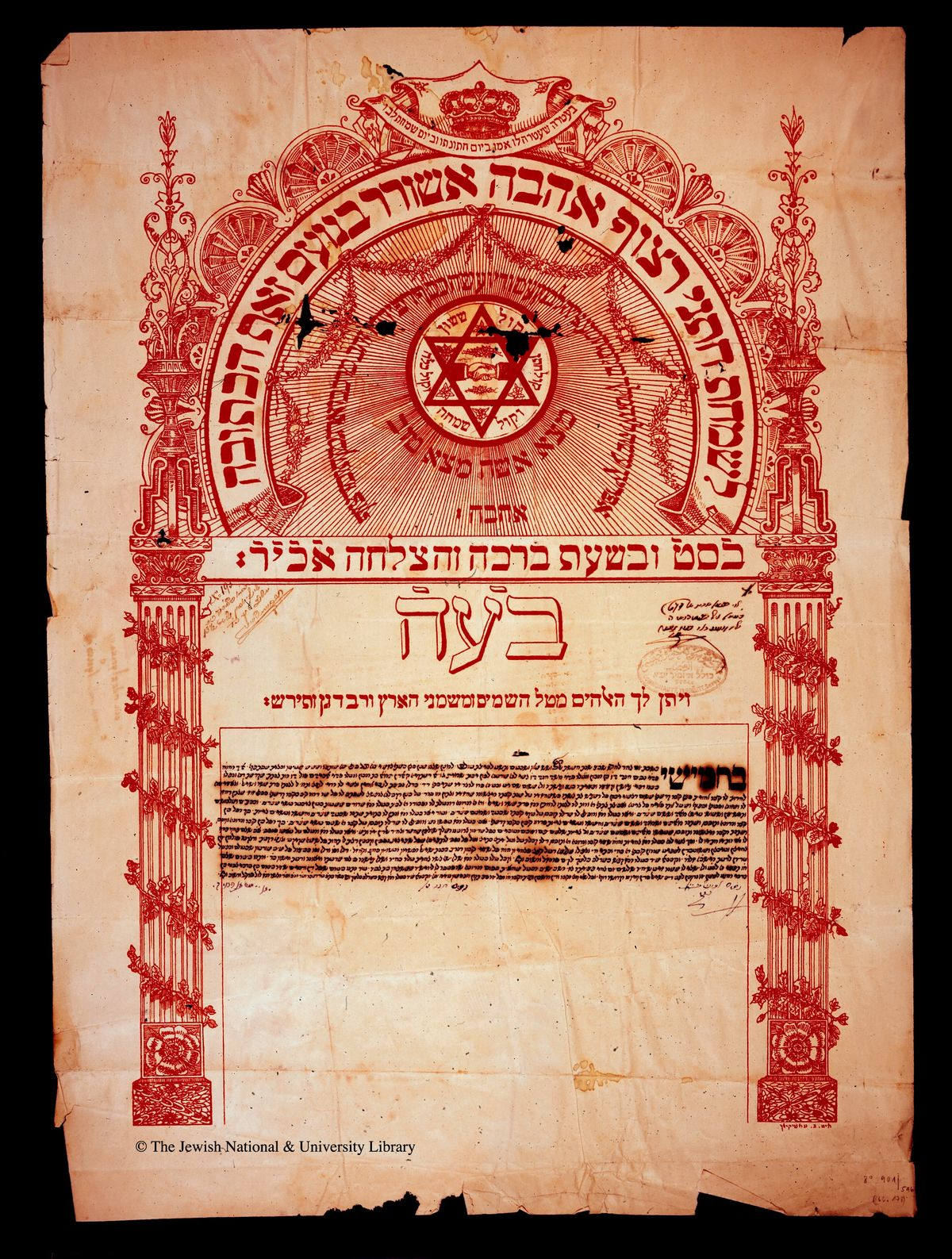
Ketuba de Turquía.
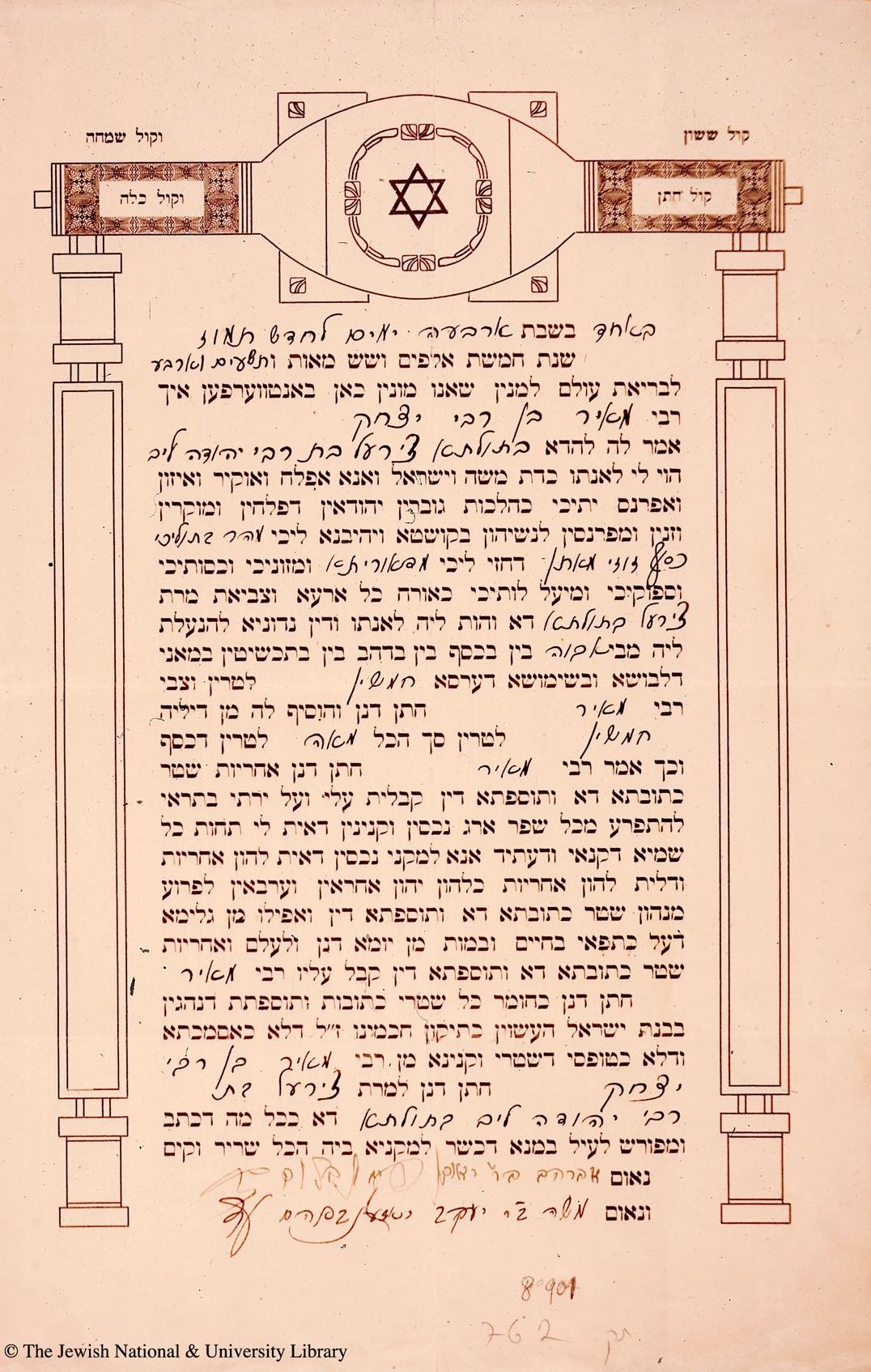
Ketuba de Bélgica
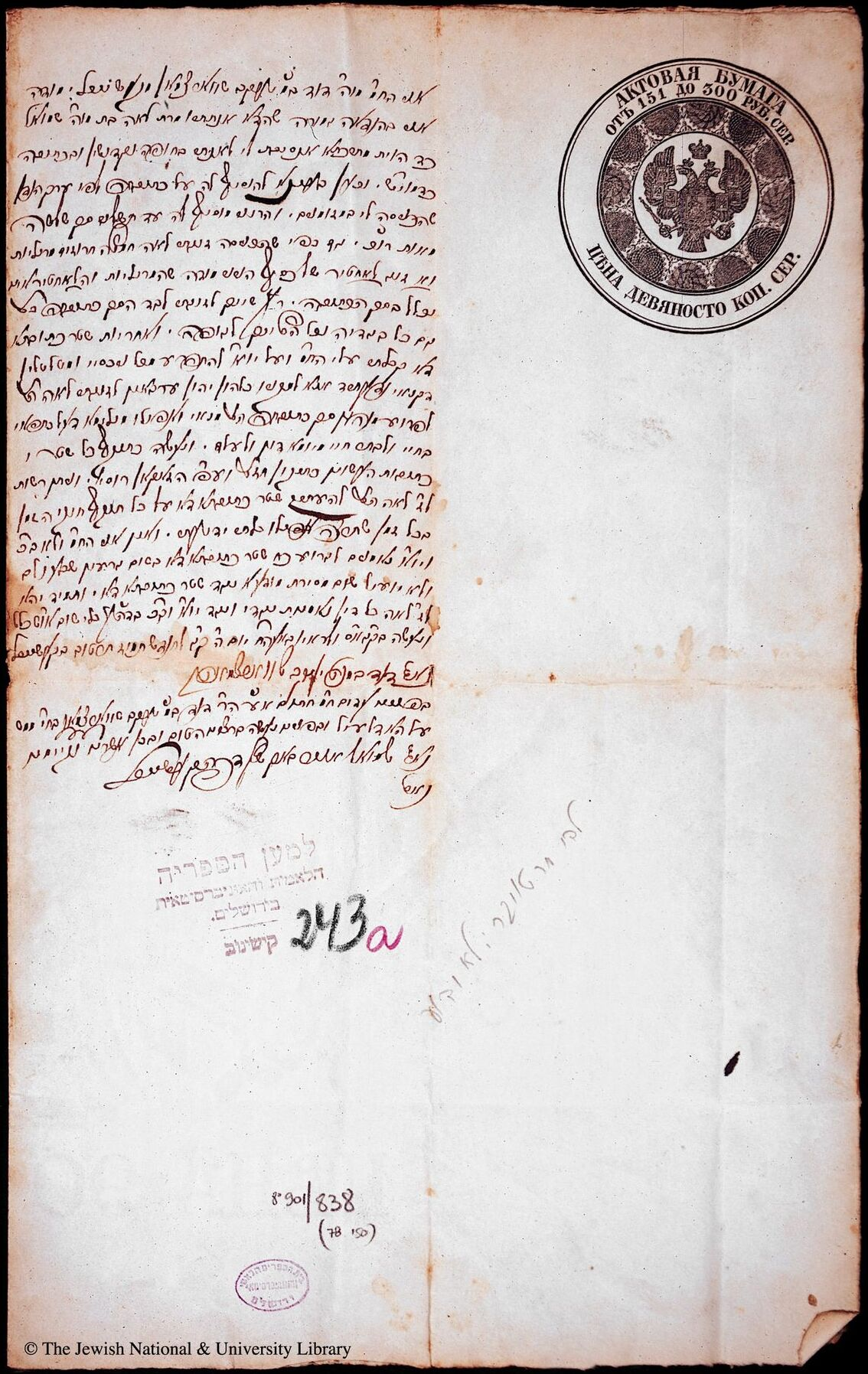
Ketuba de Moldavia.
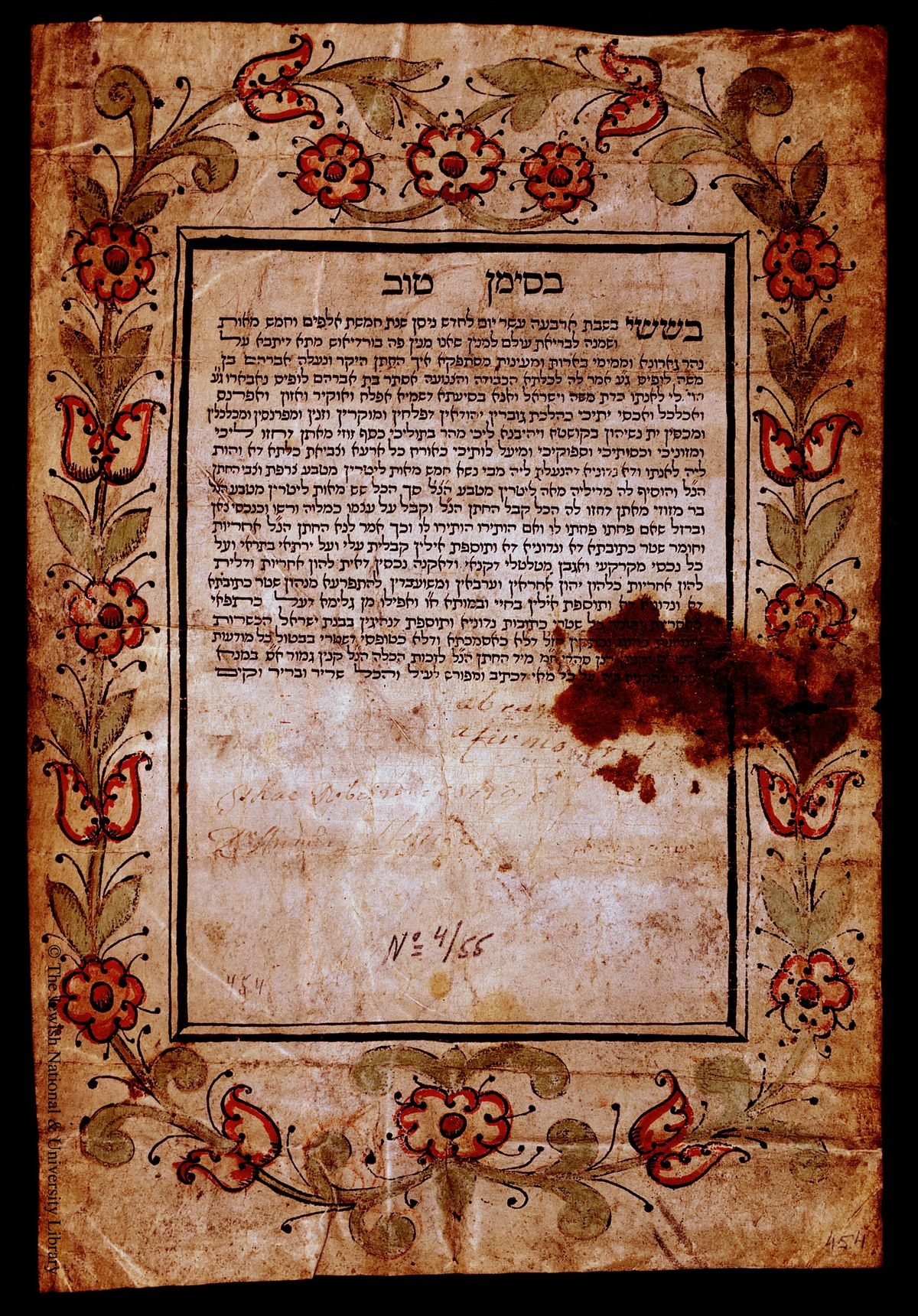
Ketuba de Francia.
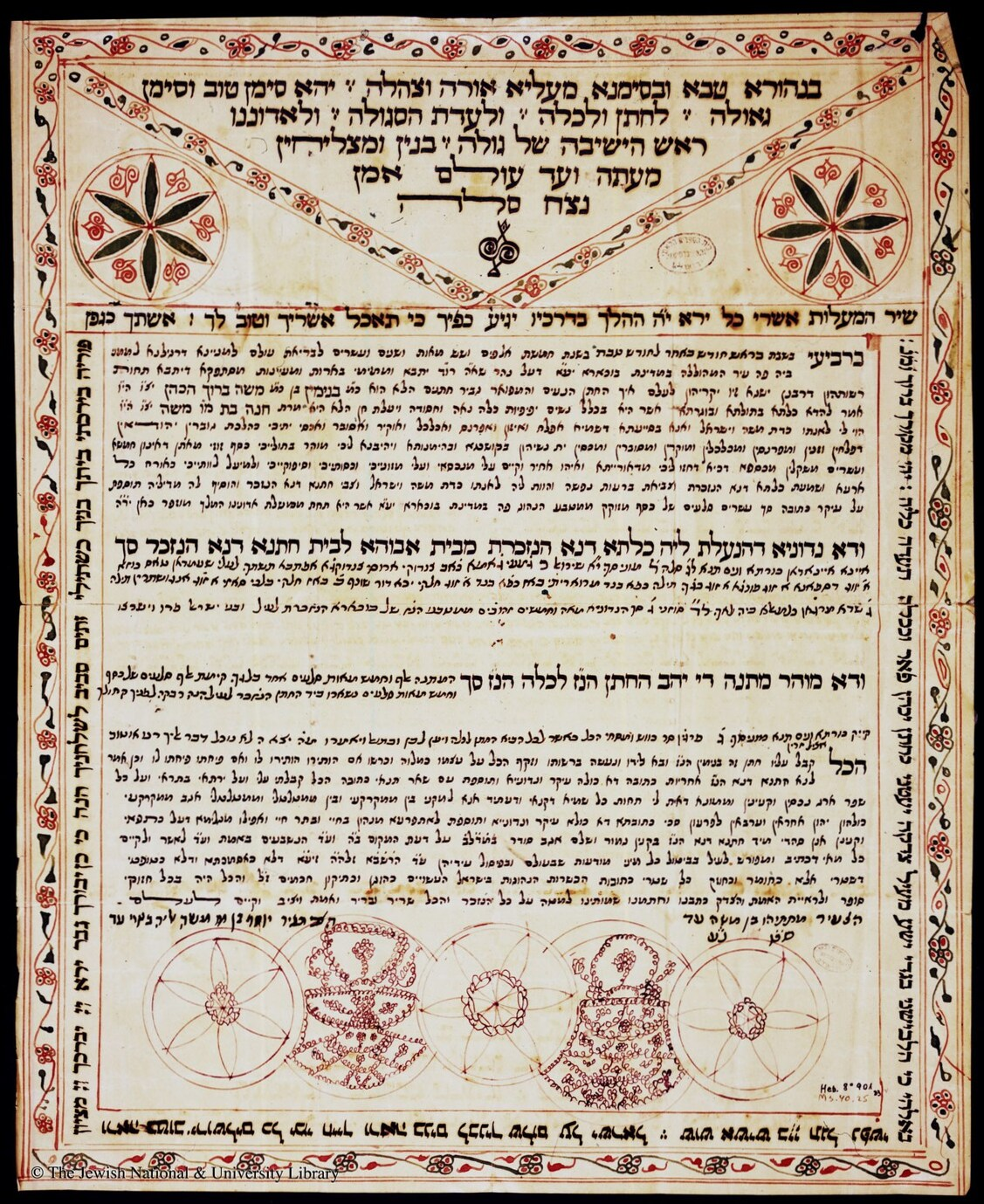
Ketuba de Uzbekistán
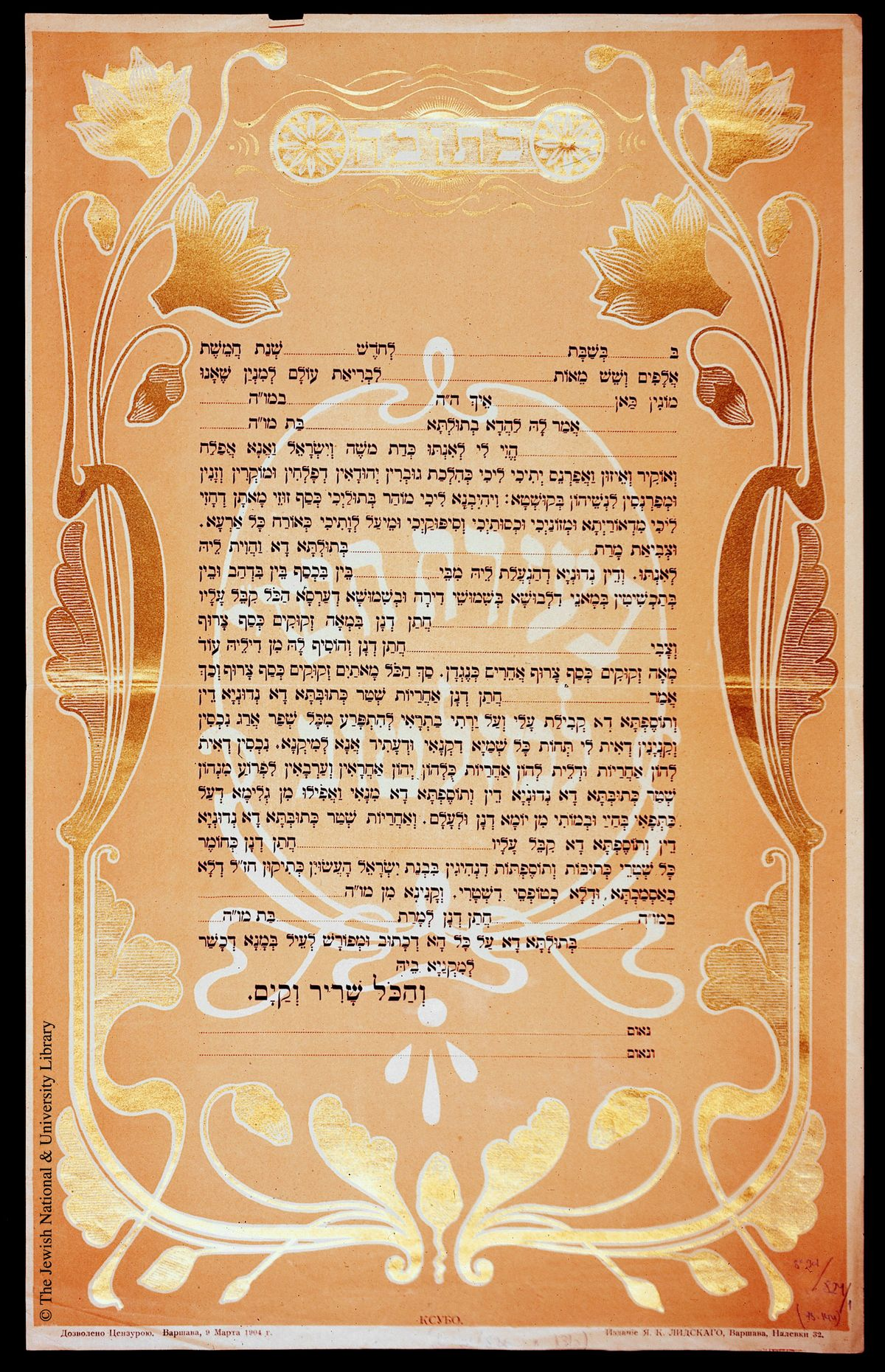
Ketuba de Polonia
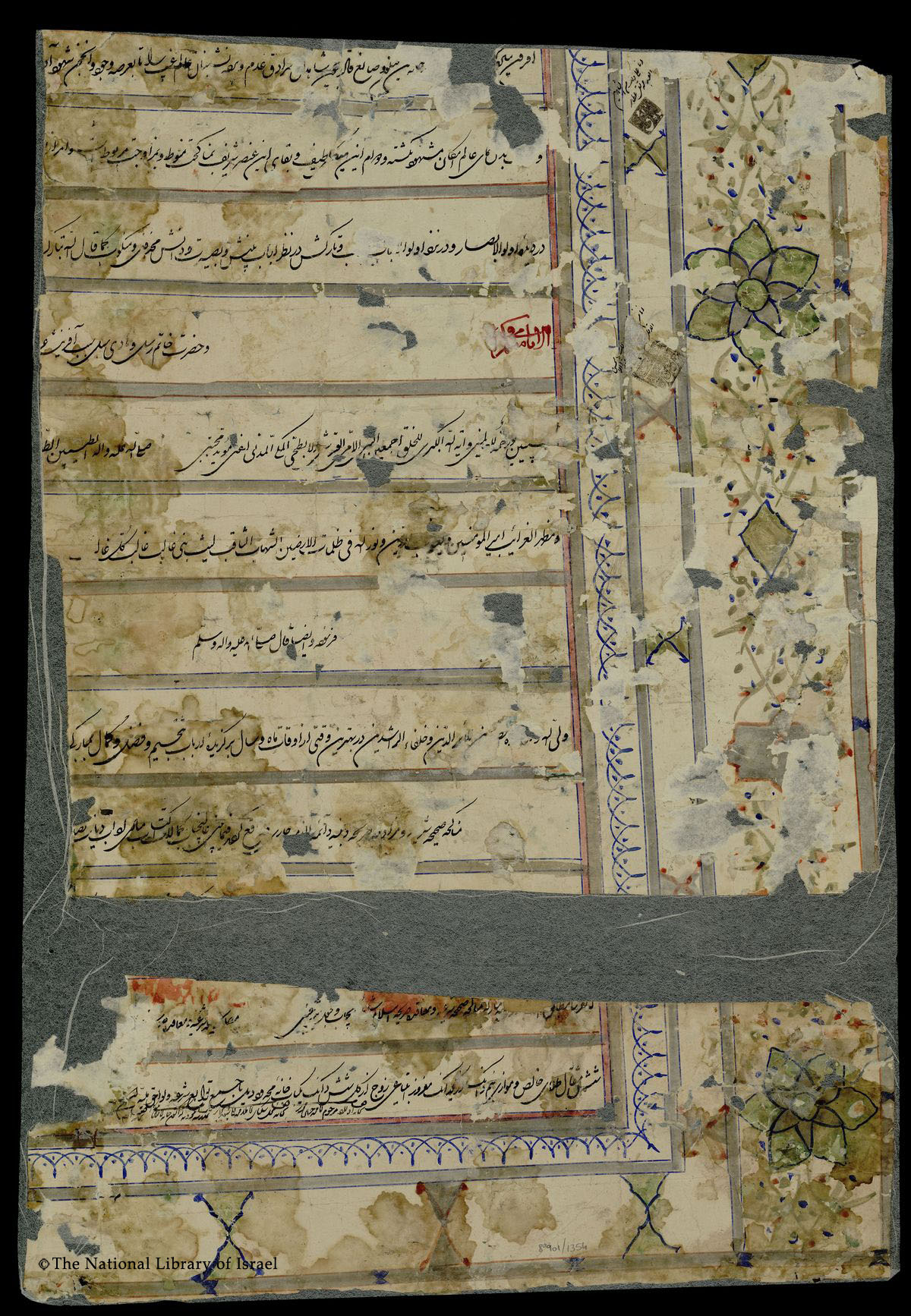
Ketuba de Irán
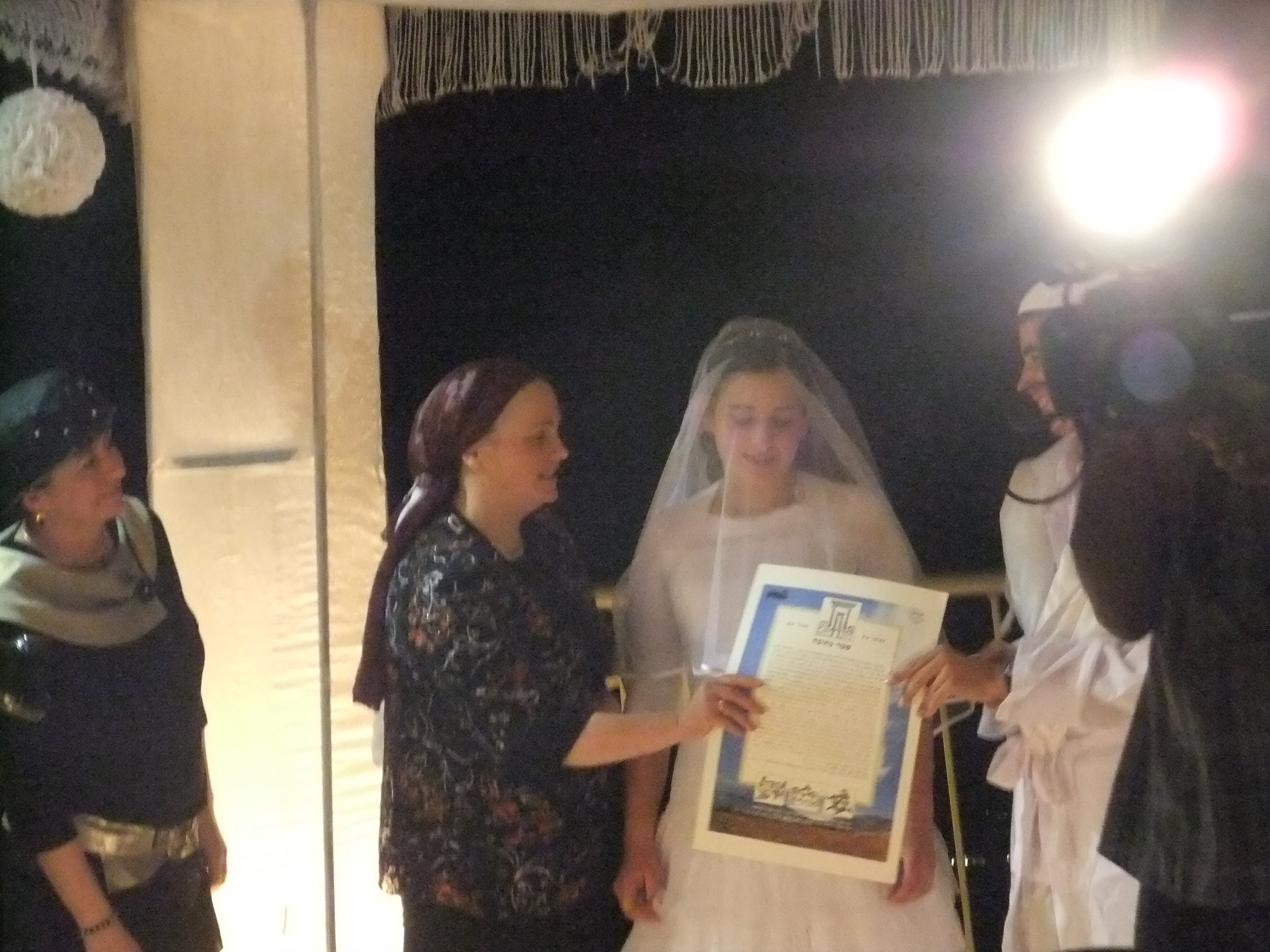
Entrega de la ketuba a la novia, Israel, 2011